# ラジオカセットレコーダー

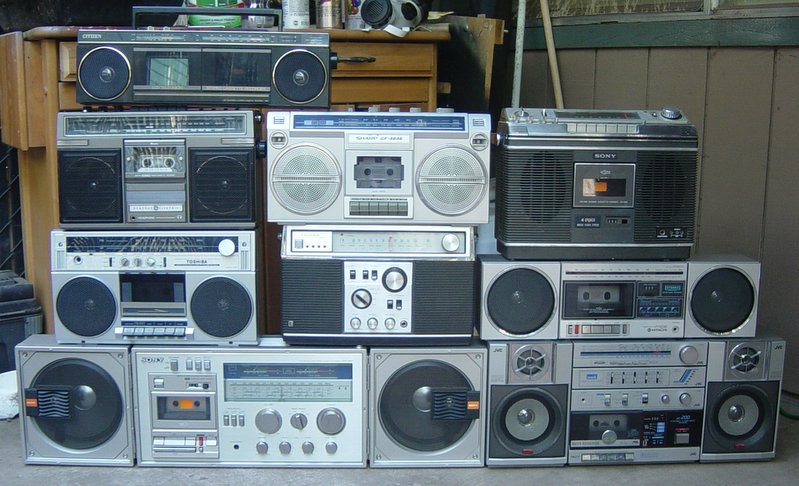
ステレオタイプのラジオカセットレコーダー。最上段 Citizen TA 80。2段目 GE 5252、シャープ GF 4646、ソニー GF-580。3段目、東芝 RT-6015、Lloyds V156、日立 TRK-9000H。最下段 ソニー CFS-88S、JVC PC200。

ラジオカセットレコーダー（英語: radio cassette recorder）は、コンパクトカセットテープレコーダー（テレコ）にラジオチューナーを内蔵した音響機器である。一般的に略称でラジカセと呼ばれる。

## 概要
ラジカセは、ラジオおよびカセットテープレコーダーに加えて、アンプとスピーカーも備え、オールインワン方式になっている。基本的には持ち運びが出来るように設計され、上部に折りたたみ式の把っ手がついており乾電池でモバイル使用を可能にしている。
定義
ラジカセの定義に関して、ラジカセに不可欠なのは次の4点である。
1 - ラジオ
2 - カセットテープレコーダー
3 - アンプ（ラジオ / カセットの切り替え）
4 - スピーカー
不可欠ではないが、備わっているのが望ましい性質として次の2つがある。
乾電池で（も）作動すること
持ち運びできること
本項では上の定義を採用し、ラジオ、カセットテープレコーダー、アンプ、スピーカーの4要素を全て供えた製品を扱い、乾電池でも動作し持ち運べるものを中心に説明する。
呼称
登場したての頃は「ラジオ付きテープレコーダー」や「ラジオ付きカセットレコーダー」と呼ばれていた。「ラジカセ」という名称が世間に定着していったのは1970年代後半のことである。
この「ラジカセ」の名称を音響機器メーカーのパイオニア（当時）が商標登録しようとしたが却下されたことがある。
アメリカなど英語圏ではブームボックス（ブーンボックス、英: boombox）やゲットーブラスター（英: ghettoblaster）と呼ばれる。楽器編成に指定する場合にもこれらの名称が使われる。

## 歴史
前史
真空管ラジオまでを含めると、1961年かそれ以前からテープレコーダーの「複合機」は複数の会社から市販されていた。
ラジカセの前史はオープンリールのテープレコーダーにラジオを搭載させた複合機にまで遡ることができる。日立製作所が1963年にリリースしたベルソーナ TRT-398はオープンリール式テープレコーダーにトランジスタラジオを搭載したもので、トランジスタラジオを組み込んだテープレコーダーとしては国内初の製品である（ただし、これはまだカセットテープを使用したラジカセではなかった）。歴史的に見るとこの複合機のオープンリール部分をカセットテープに置き換えたものがラジカセである。
1960年代当時はカセットテープの規格はいくつかあり互いに競いあっていたが、最終的にはフィリップスのコンパクトカセットが優位にたち、1966年-1967年の日本では、いくつかのメーカーでその方式のテープレコーダーを発売するなど、コンパクトカセット方式への協力体制ができつつあった。

### ラジカセの登場
日本ではFM放送が1957年のNHKの実験放送から始まり、民間放送局の実験放送、1960年には民間局の実用実験放送、そして1969年には本放送が始まり、FM受信装置を持っていれば雑音の少ない高音質の放送が聞けるようになった。この状況下でラジカセは誕生した。
松下電器産業（初代法人、現・パナソニックホールディングス）が1967年12月に、カセットテープレコーダーと2バンドラジオ（FM・AM）を組み合わせた RQ-231を発売。1968年5月にはアイワが国産初の3バンドラジオ（FM・SW・AM）式のTPR-101を発売し、海外にも輸出され、ロングセラーになった。どうやらこのあたりがラジカセの歴史のはじまりのようだと考えられている。
ただし、元アイワ社員が調べたところでは、最初のラジカセは松下のものでもアイワのものでもなく、クラウン マイカセットF CRC-9100Fが1967年9月に発売という巻末広告や製品紹介記事が旺文社の「週刊F6セブン」の1967年（昭和42年）9月23日号（昭和42年38号）に掲載されているといい、実物の製品写真も掲載されており、こちらが最初のラジカセだという。
1. クラウン CRC-9100Fの写真
2. 松下 RQ-231の写真
3. アイワ TPR-101の写真

初期3機の価格、操作性、売れ行き
それぞれの価格は下記のようになっていた。
- クラウン CRC-9100F：30,000円（現金正価28,000円）
- 松下 RQ-231：38,700円（現金正価35,800円）
- アイワ TPR-101：27,500円（現金正価25,900円）

アイワのTPR-101が1番安い。1968年の大卒初任給平均は29,100円だったので、いずれも高価ではあったが、アイワのTPR-101だけは大卒初任給でも手が届いた。
クラウンのCRC-9100Fは録音と停止のボタンが独特な配列で同時押ししづらく、オープンリール機のような前時代的なボタンである。松下のRQ-231は操作性に難がある。どうやらクラウンのCRC-9100Fに先行された松下が、焦って付け焼き刃的に同社の既存機種を改変して出来たのが松下のRQ-231のようで、その為、操作性に難があるようなものを世に出してしまったらしい。一方、アイワのTPR-101は、現在のラジカセのデファクトスタンダードのボタン構造、ボタン配置とほぼ同一で、操作性が良い。
半年ほど後発のアイワのTPR-101には、テープ操作のボタンの良さに加えて次のような長所があった。
- ラジオは3バンドで、短波が聴ける。（対するRQ-231、CRC-9100FはFM/AMの2バンド）[8]
- 天面のプッシュボタンで容易にラジオのバント選択ができる。（RQ-231は裏面のスライドスイッチでかなり使いづらい。CRC-9100Fは前面だがスライドスイッチ）[8]
- ロッドアンテナはテレスコピック型で、本体内に収納できる。[8]
- EJECTボタンを押すとテープがポップアップし取り出しやすい。[8]
- ボリュームやトーンが見やすい位置に並んでいる。（RQ-231は側面に配置され、CRC-9100Fは両端に別れ、どちらも見づらい）[8]

3機の中でアイワのTPR-101が価格が一番安いうえに、操作性も良く、他にも長所が多いとなると、電器店の店員がアイワのTPR-101を推薦したことは当然のことであり、アイワのTPR-101が良く売れた。

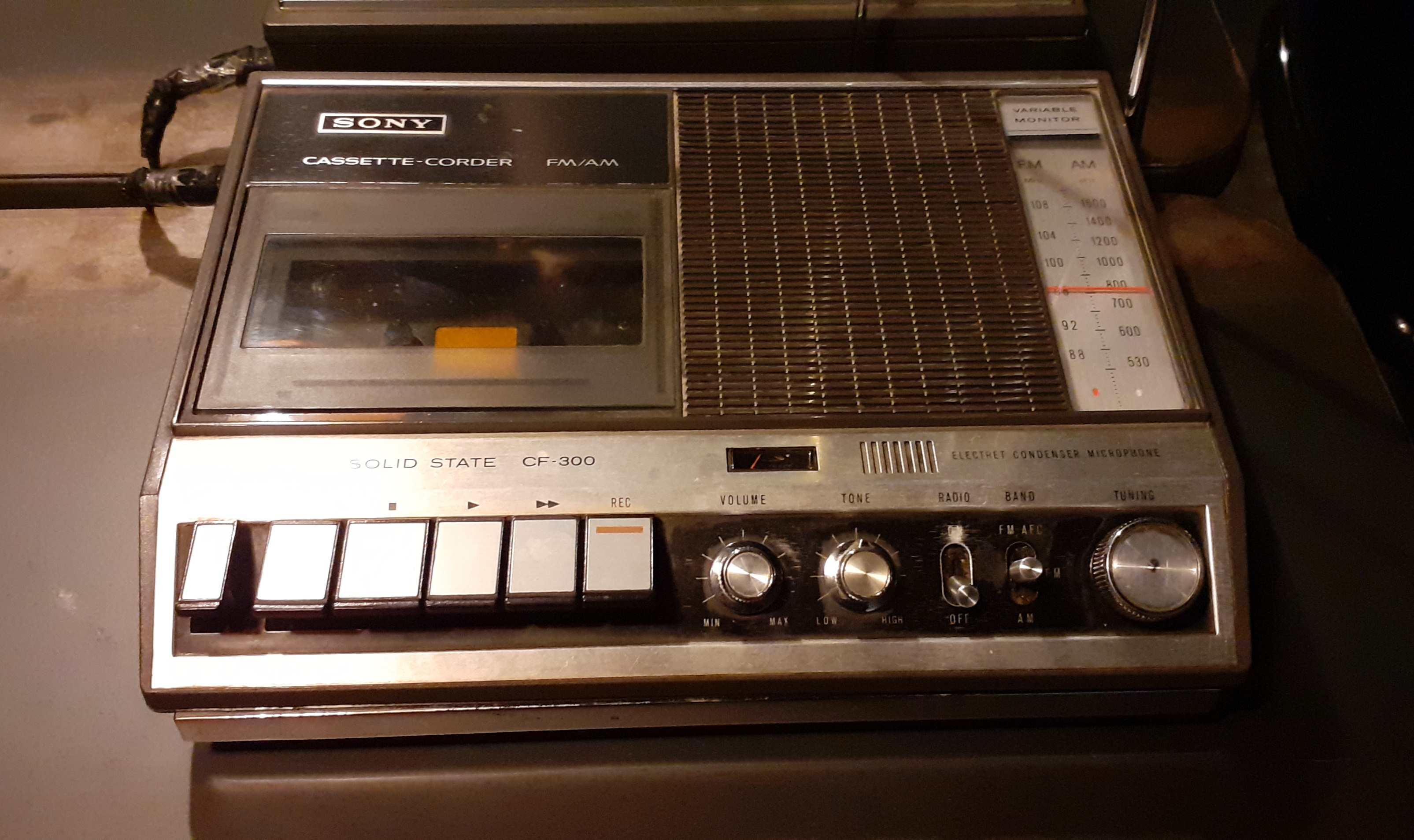
ソニー CF-1300（当写真は、実質はCF-1300と同一だが、厳密に言うと海外向けのもので型番はCF-300）。FM / AMの2波ラジカセ。モノラル。1970年9月発売。

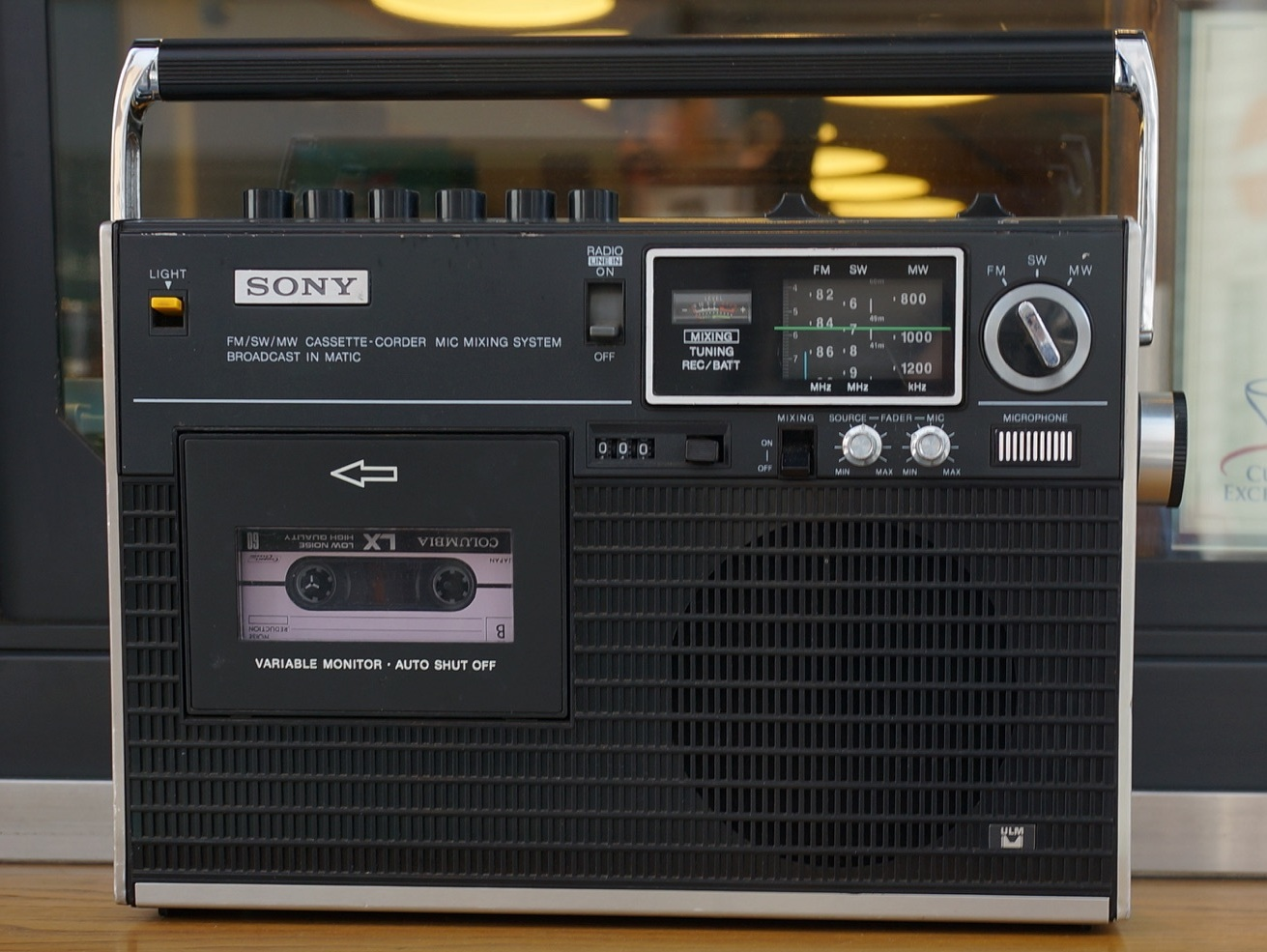
ソニー CF-1700。FM、MW（中波）、SW（短波）の3波ラジカセ。1973年発売。モノラルタイプの機種でスピーカーがひとつ。

1970年3月にはソニー（初代法人、現・ソニーグループ）が同社初のラジカセ CFM-8120を発売。
また1970年代には日立製作所や東京芝浦電気（現・東芝）、日本ビクター（現・JVCケンウッド）、三菱電機、三洋電機、シャープなども、相次いでラジカセを市場に投入した。この時代はまだすべての機種がモノラル式だった。
当時の若者は、アナログレコードやテレビやラジオから流れた音楽や番組をラジカセで録音した。そして自分で音の編集をしたり、インデックスカードの曲名の書き方を工夫して、自分オリジナルのカセットテープを作った若者は少なくない。そうやって作られたオリジナルのカセットテープは、誰かの手に渡すことができた。つまり、カセットテープはパーソナルなメディアであり、誰かと音を共有できる世界への扉となった。また、ラジカセにはスピーカーがついており、ダンス会場にラジカセ1台持ち込めば一緒に音楽を聞いて一緒に踊れるなど、その意味でも人と音を共有できるシステムだった。　またラジカセにはラジオも搭載されており、子供や青年が自分の部屋にラジカセを持ち込んでそのラジオを聞けば外の世界と繋がることが出来た。1960年代後半から1970年代のラジカセの開発・普及の時期とカウンターカルチャーが一気に隆盛になった時期が重なっているが、それはおそらく偶然ではない。

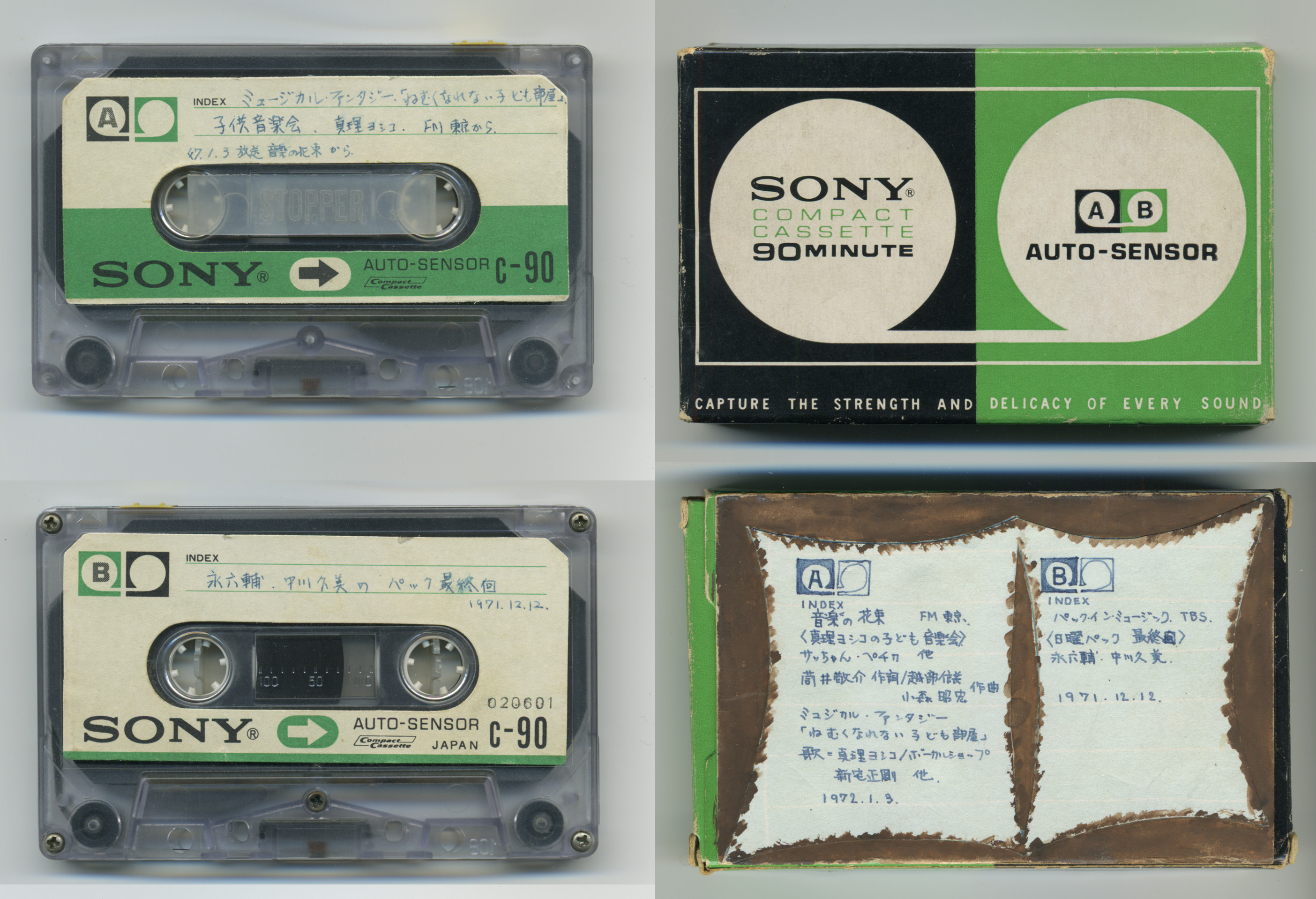
ラジカセで録音されたテープおよび手書きのインデックスカード。1971年

### 高音質化。エアチェックや生録の流行
コンポーネントステレオのカセットデッキでは高音質化が1960年代から進み始めていたが、ラジカセの高音質化が行われたのは1970年代になってからだった。
特にソニーが1974年（昭和49年）に発売したCF-1980（愛称：スタジオ1980）は、16cmのウーファーと5cmツイーターの２ウェイスピーカーを備え、アンプの出力は3W、BASSとTREBLEが独立したトーンコントロール、クロームテープポジションを選択できるスイッチ、小音量再生時に低音と高音を増強して音に厚みを加えるラウドネススイッチを備え、すなわち当時として最高音質のラジカセで、さらにミキシング機能もついておりラジオの音声とマイクの音声を混ぜたり接続コードを使いテレビの音声を録音したりして楽しむことができ、さらに視覚的にも落ち着いたスキの無いデザインで、つまり音質的にも機能的にも視覚的にも魅力的な機種だったので、販売価格が4万2800円（当時の大卒の国家公務員の初任給約7万円の6割ほどの価格）と高価であったにもかかわらず70万台というラジカセ史に残る販売台数を記録し、その後「名機」と呼ばれるようになっており、5000台のラジカセを蒐集してレトロラジカセやビンテージラジカセの販売店を営みラジカセ界の第一人者となっている松崎順一も「古いラジカセでおすすめはどれですか？」と尋ねられた際に「SONYのCF-1980」と即答したほどである。このCF-1980は、音楽に造詣の深いヴィム・ヴェンダース監督が役所広司演じる主人公「平山さん」という名の人物、余計なものを持たず、持っているもの、自分にとって本当に大切なものをきちんといつくしみながら生活している人物の日々を描いた2023年の映画『PERFECT DAYS』でも、主人公が若かった時に手に入れた好きな音楽カセットを聴くために使い続けているラジカセとして登場する。

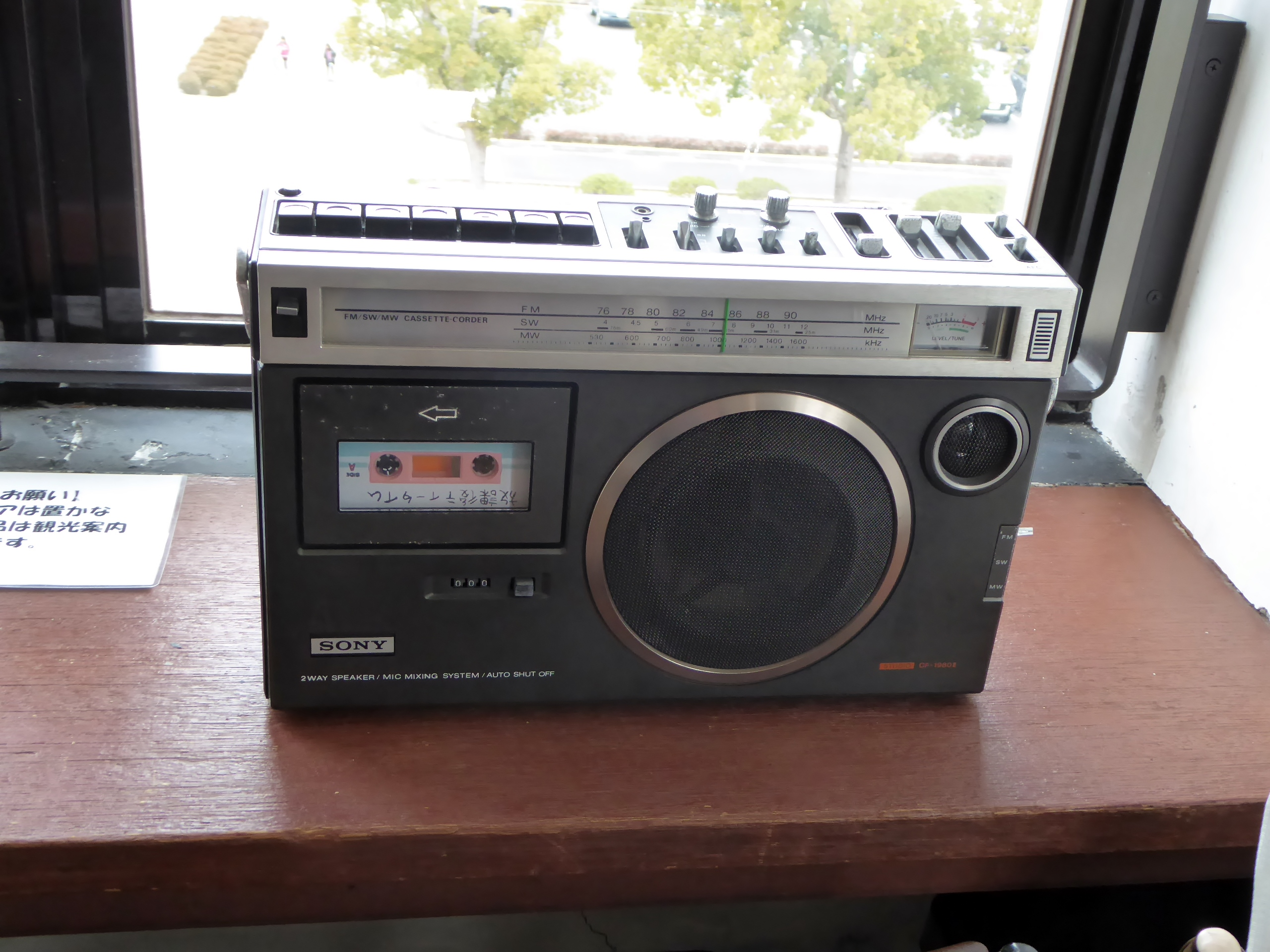
ソニー スタジオ1980 II（マーク・ツー）。CF-1980 II。

ソニーはCF-1980をさらに進化させ、1976年にCF-1980 II（愛称:スタジオ1980 II（マークツー））を発売。これもやはりミキシング機能搭載でモノラル2ウェイスピーカーのラジカセだが、アンプの出力が3.2Wと若干増しており、クロムテープ（後のハイポジションテープ相当の高音質テープ）対応スイッチを備え、当時のBCLブームに対応してラジオがFM/AMに加えてSW（短波）も受信でき、視覚デザイン的にも上部をシルバーのアルミで区切りスピーカーのカバーを合成樹脂から黒色金属メッシュに変更したりスピーカー周囲をシルバーリングで囲うことでデザインを洗練させた。このCF-1980 IIを「モノラルラジカセの完成形」と言う人もいる。
ソニーのスタジオシリーズが良く売れているのを見て、他のメーカーも模倣して2ウェイスピーカーでミキシング機能を備えた製品を販売するようになった。

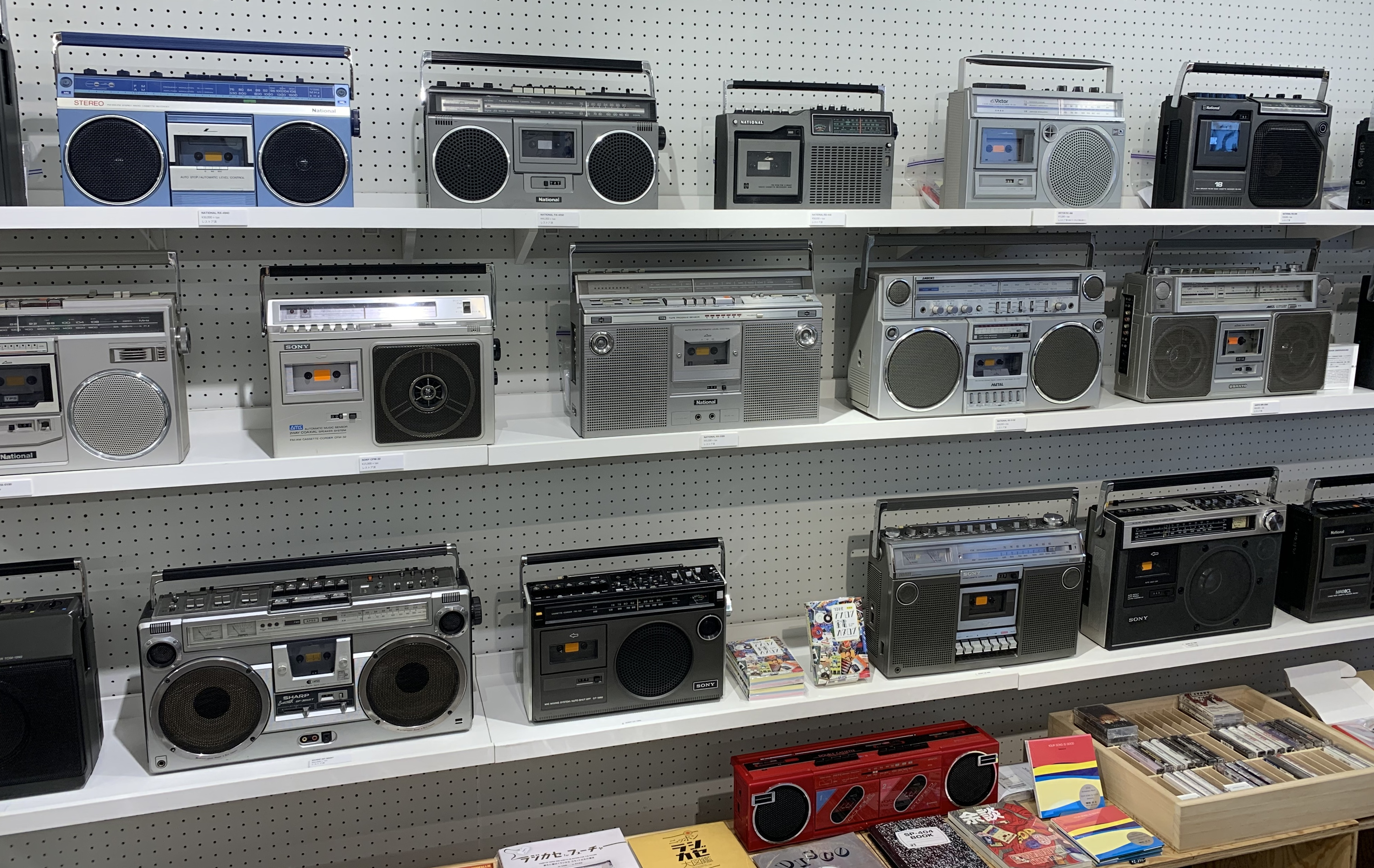
1970年代後半や1980年代の日本製ラジカセ。一番下段の左から2つ目にソニーの「スタジオ1980」が見える。上の写真の「ソニー スタジオ1980 II」はこのスタジオ1980を進化させた機種。

1970年代の日本ではBCLが流行し、ソニーのラジオ「スカイセンサー」などで海外放送を受信しベリカードを収集することが社会現象化していた。また1970年代なかばには、SL（蒸気機関車）の走行音やライブ演奏の音をテープレコーダーで録音する「生録（なまろく）」ブームや、FM放送を録音する「エアチェック」ブームも到来した（FMステレオ放送の音楽番組の数が増えると、まずはそれをコンポーネントステレオのカセットデッキの高音質でエアチェックすることが先行してブームになった）。それをラジカセで行う需要に応える機種が開発された。
左右に別々のスピーカーを備えたステレオタイプのラジカセに関しては、日本初のステレオラジカセはソニーのCF-2500で、ソニーがソニー初のラジカセを発売した1970年の翌年にあたる1971年にすでに発売されていたのだが、まだ2ウェイスピーカーではなく音質的に優れていたわけではなかったので、さほど販売数は伸びなかった。 本格的にステレオラジカセが売れるようになったのは、ソニーが1977年にCF-6500（愛称:ZILBA'P）という2ウェイ4スピーカーのステレオラジカセを発売してからである。高音質ステレオサウンドを提供することになった初代ZILBA'Pはヒット商品となり、シリーズ化することになり、他のメーカーも同様に2ウェイ4スピーカー・ステレオラジカセを販売するようになった。
2ウェイ4スピーカー方式のステレオラジカセが珍しくなくなると、各メーカーは他の特徴で差別化をはかり、自動選曲機能やオートリバースなどの便利機能をさかんに搭載しはじめた。大型化および多機能化が進み、大きな直方体の箱、上部に大きなチューニングスケール、正面左右に大きいステレオのスピーカー、中央にカセットテープドライブ、というスタイルができあがった。さらに1979年にはシャープから国産初のダブルカセットラジカセが発売された、テープからテープへのダビングも可能となった。その結果、部品の量が増え、重くて持ち運びにくい機種が増え、大型・多機能の機種では定価（販売価格）も上昇する傾向になった。

### スリムなラジカセ

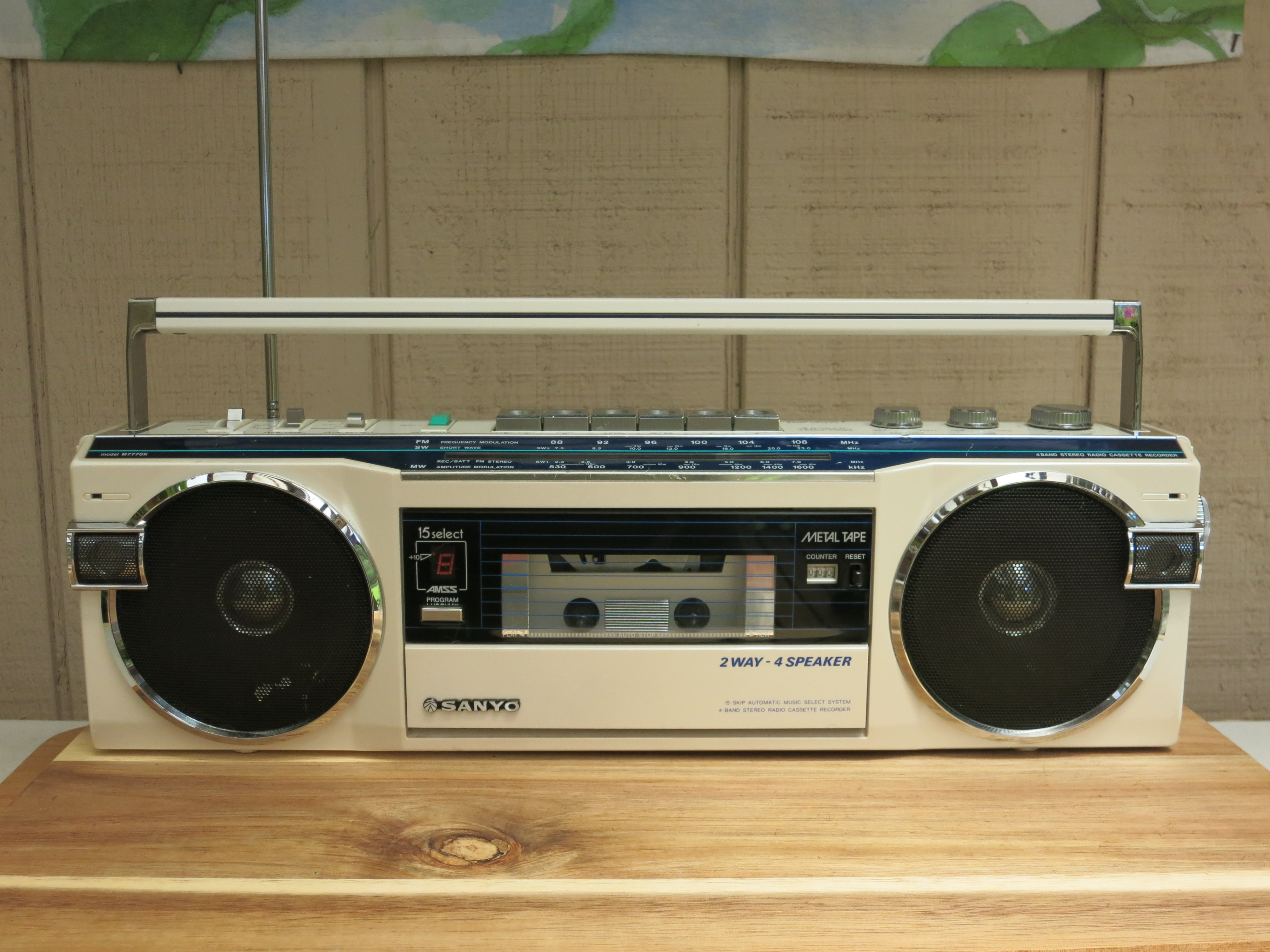
サンヨーのスリムラジカセ「おしゃれなテレコ」。特に若い女性層に飛ぶように売れた。

そのような中、三洋電機は1979年にあえてスリムなラジカセ、すなわち細身でスラリと横長のラジカセ「U4」を市場に投入し、若い女性が街中で鮮明な赤色のU4を軽やかに持ち運ぶ映像や画像をテレビCMや雑誌広告で提示し「おしゃれなテレコ」というコピーを添えた。 ラジカセの販売はそれまでは高校から大学の男子が主なターゲットだったが、三洋はU4で明らかに若い女性を狙い撃ちにしたマーケティングを展開した。筐体色もそれまでの男性向けラジカセのような地味な色ではなく、赤、青、ピンクが用意され、後の機種ではさらに若い女性狙いを徹底し、当時流行のパステルカラーのイエロー、グリーンなども用意された。若い女性をターゲットにした作戦が大当たりし、日本のラジカセ市場の規模はU4登場以前の1978年は約380万台だった状態から、U4により1979年には450万台、1980年代には530万台と急成長した。三洋はU4投入前の1976年にすでに国内のラジカセ市場でシェア26.7%を占め、ラジカセ市場の盟主と言えるくらい強者になっていて、海外向けラジカセも含めると1年で800万台も生産・輸出する巨大メーカーになっていたが、U4の初代機種だけで100万台も売れたので三洋はさらに強者になった。「横長のカラフルなラジカセ」という市場に気づいた他の7社はU4を模倣した製品を開発しその市場に参入したが、この市場での三洋の首位の座は長らく揺らがなかった。U4はシリーズ累計で700万台も売れたことでオーディオ史に名を残している。

### Boombox

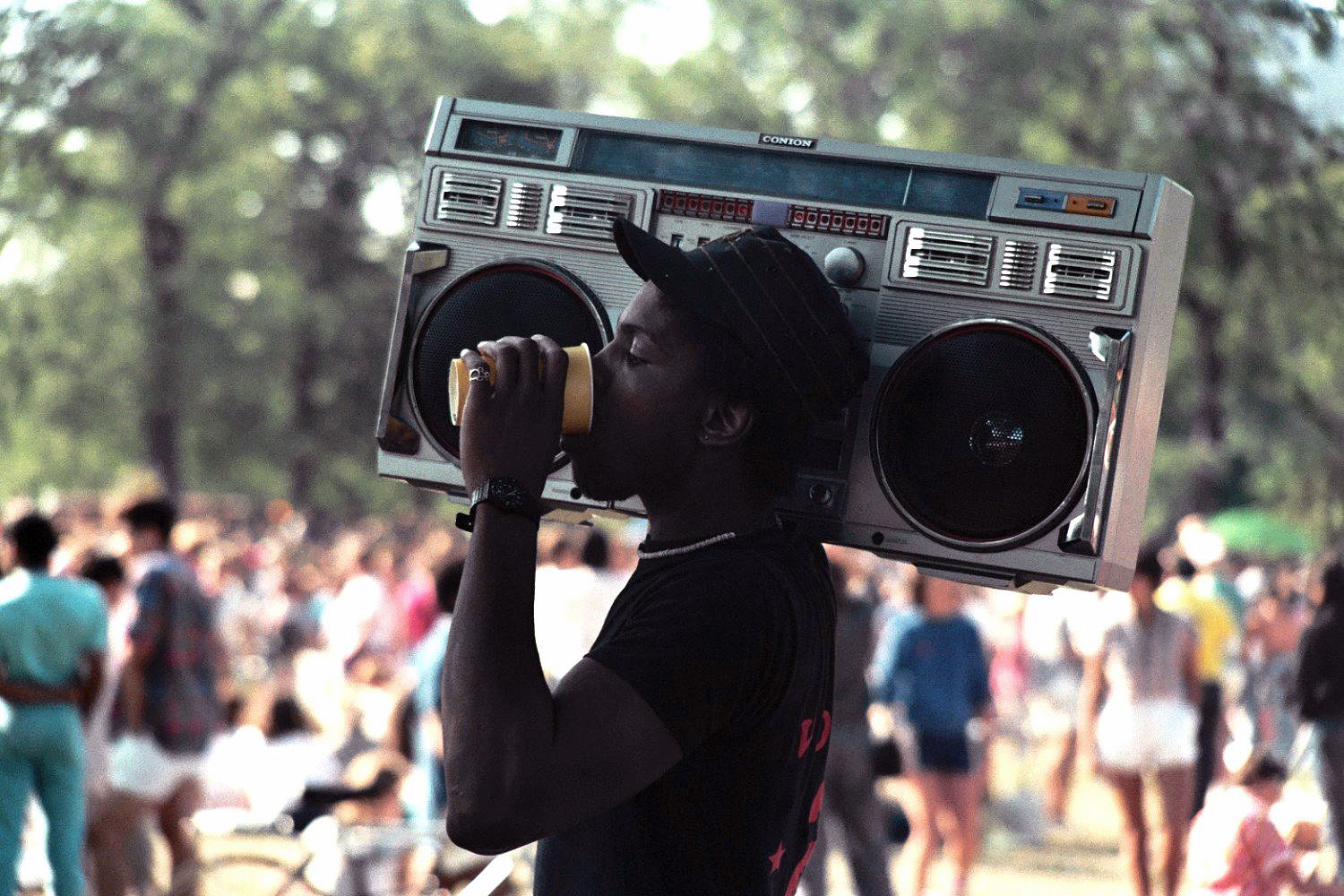
アメリカでの使われ方の一例（1985年、シカゴで行われた屋外パレードの場において）

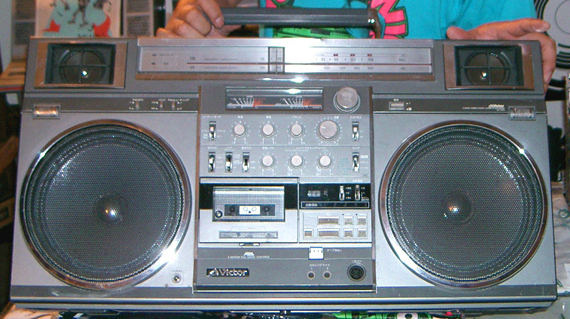
ビクター メタルカセッターM90。RC-M90。1981年発売。その名の通り、メタルテープの録音・再生に標準で対応した大型クラスのステレオラジカセで総合30W（15W + 15W）の実用最大出力を誇る。

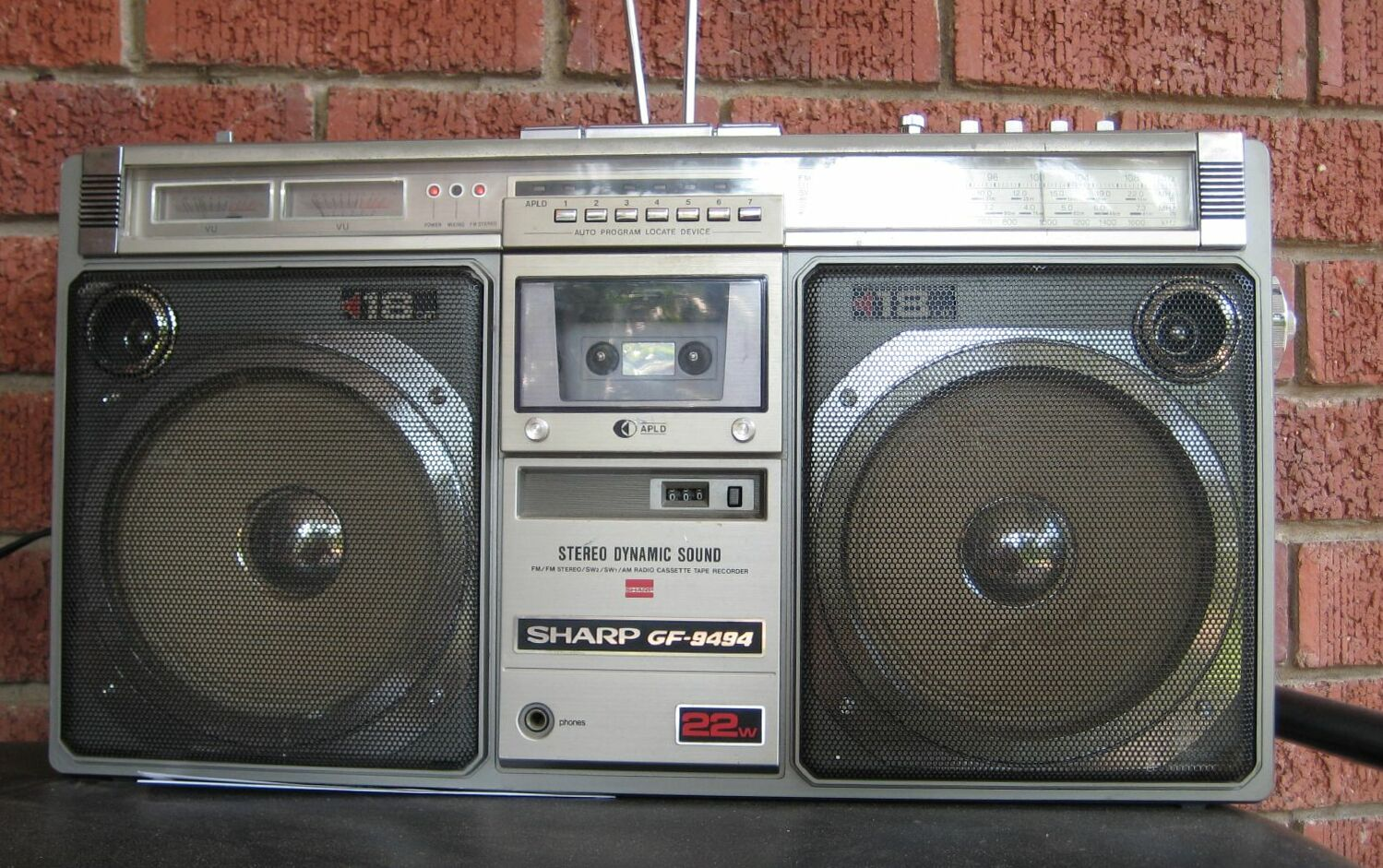
シャープ GF-9494。22W

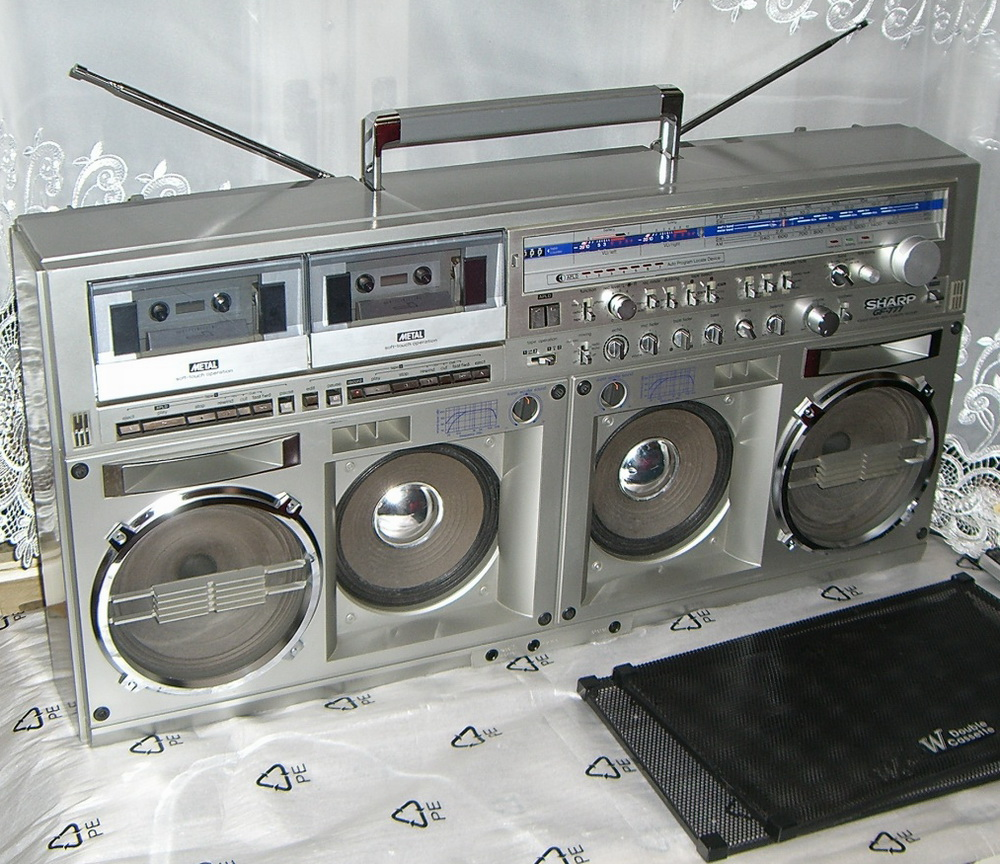
シャープ GF-777

大出力化したラジカセに話を戻そう。大出力化したラジカセはアメリカで屋外に持ち出されるようになった。
日本では小ぢんまりとした部屋に置かれていたラジカセが、アメリカ、特にニューヨーク北部、ハーレム、ブロンクス、ニューヨーク南西部、ブルックリン、クイーンズなどの地域では重要なストリートギアとなり、ヒップホップ・カルチャーやブレイクダンス・カルチャー、ストリート・カルチャーの醸成と躍進に貢献した。騒音に溢れた都会の街中で踊るためには低音のビートを大音量で鳴り響かせる必要があるが、大出力・大型のラジカセならこれができた。ストリート・カルチャーを担っていた若者はラジカセをBoombox（ブーン・ボックス）と呼んだ。ブーン・ボックスは「ブンブン鳴る箱」という意味の英単語である。
なお、このカルチャーの担い手であったアフリカ系アメリカ人やプエルトリコ系アメリカ人は自分が住む地域を「ゲットー」、強制された居住地域といった意味の単語で呼んでいたので、ラジカセはゲットー・ブラスター（GHETTO BLASTER）とも呼ばれた。ブラスターは銃火器を指す単語。
日本のメーカーが考えていたこととは異なることがアメリカで進行したのだった。日本のメーカーはラジカセをオーディオ機器の一種と位置づけていたようだが、ニューヨークでは単なるオーディオ機器という枠を越え、社会的な装置となっていた。すなわち、Boomboxは彼らが「ゲットー」と呼んだ治安が悪い地域を音楽で満たし、若者たちに喧嘩の代わりにダンスで勝負することを促したのである。Boomboxは彼らの自慢の品だった。これ以降「Boombox」がラジカセ全般を指す英単語となった。
当時のパナソニックやソニーはアメリカのラジカセ市場の動向やそれに影響を与える社会現象を読み違えていたらしい。たとえばパナソニックは1980年にラジカセの宣伝にビッグネームのアース・ウィンド・アンド・ファイア（EWF）を起用したが、現実のアメリカのストリートで実際にBoomboxで鳴り響いていたのはEWFのようなビッグネームではなく、クィーンズ地区のストリート上がりのラッパー、カーティス・ブロウの声だった。80年代当時のヒップホップ・アーカイブ写真では、JVCやSANYOやシャープ、あるいはCONIONという神戸の輸出業者のBoomboxがヒップ・ホッパーたちと一緒に写っており、それらがアイコニックなモデルだったと考えられる。このアーカイブにソニー製ラジカセは写っておらず、ソニーはストリートカルチャーのうねりを読み違えたらしい。「ラッパーズ・ディライト」が発売された1979年にソニーはウォークマンを発売し宣伝に「している人だけ気持ちいい」というコピーを添えていた。ソニーの思惑とは対照的に、ストリート・カルチャーの担い手たちは皆、インタビューでBoomboxの良いところは音楽を共有できたことだ、と言っている。ヘッドフォンをしている人だけが気持ち良くなるのではなく、まわりの人々と音楽を分かち合い、それを通してより良い関係を築いてゆく。Boomboxがそれを可能にしたのだった。
なお、当時の大型ラジカセは殆どが日本製であり「Made in Japan（メイド・イン・ジャパン）」の象徴的存在であったため、1980年代前半の日米貿易摩擦が問題になった際、アメリカ・デトロイトでは労働者がハンマーで日本製の乗用自動車（3代目トヨタ・カローラ）などと共に日本製のラジカセを破壊するパフォーマンスが報道番組などの各種メディアで報じられた。アメリカ国内でも地域によってBoomboxに向けられる感情が異った。
ところで上で説明したようにウォークマンはラジカセとは異質のものであったが、携帯可能な小型音楽プレーヤー、独りで孤独に楽しむ音響装置として独自の発展をしていった。

### CDラジカセ、MDラジカセの登場

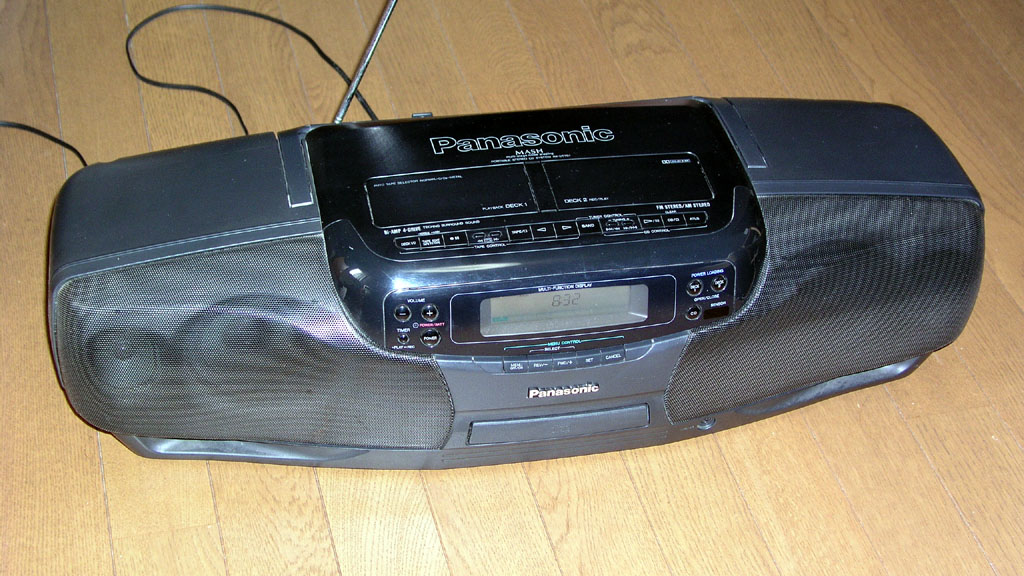
CDラジカセ（発売当時、「サイバートップ」の愛称で親しまれたパナソニック製・RX-DT701） 写真の機種は1980年代末期から1990年代中期にかけて一世を風靡したもの。

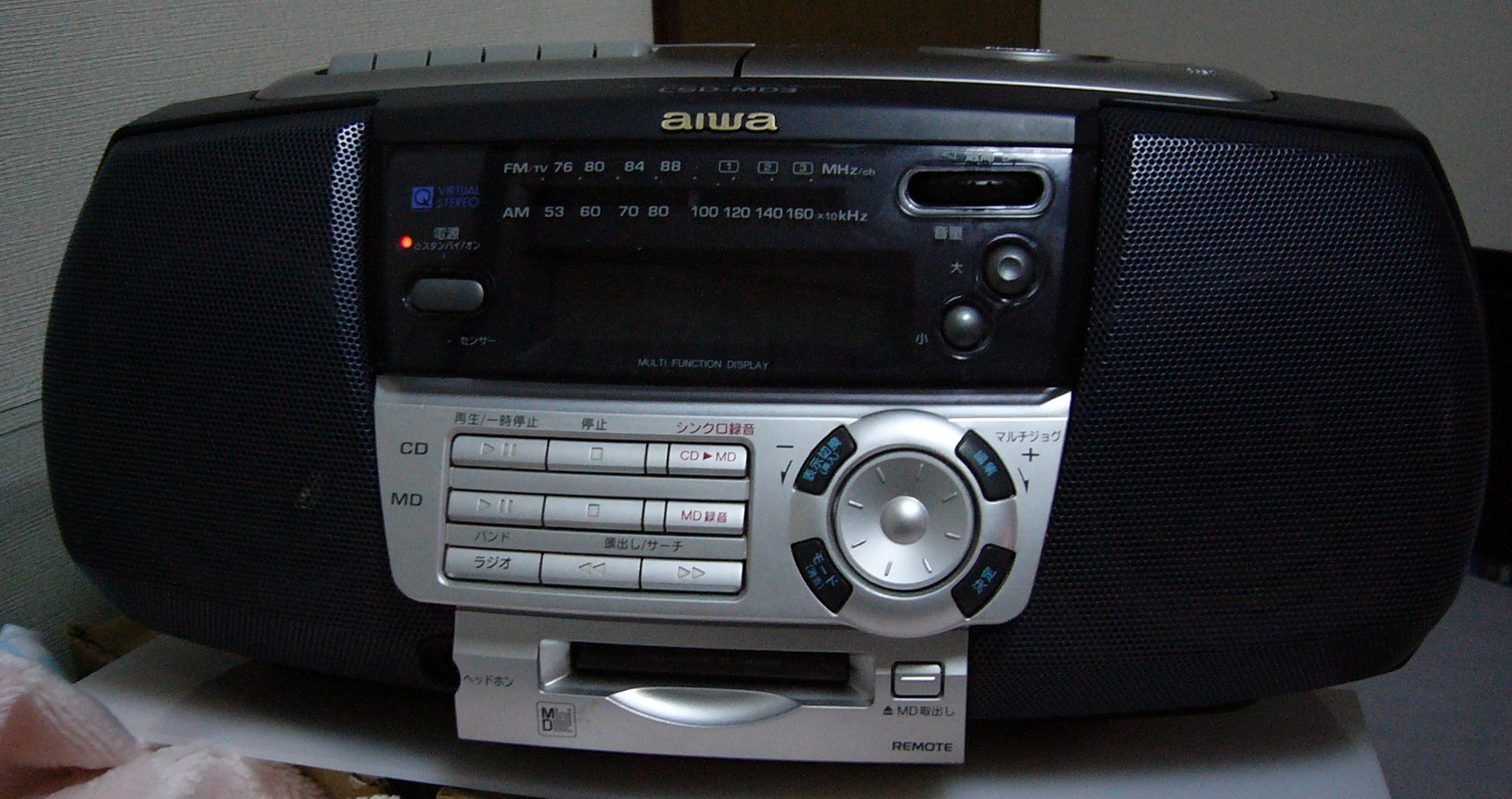
MDシステム アイワ製・CSD-MD3
1台だけでCDからMDへデジタル録音可能（カセットテープへはアナログ）とし1990年代末期から2000年代中期にかけて一世を風靡した。

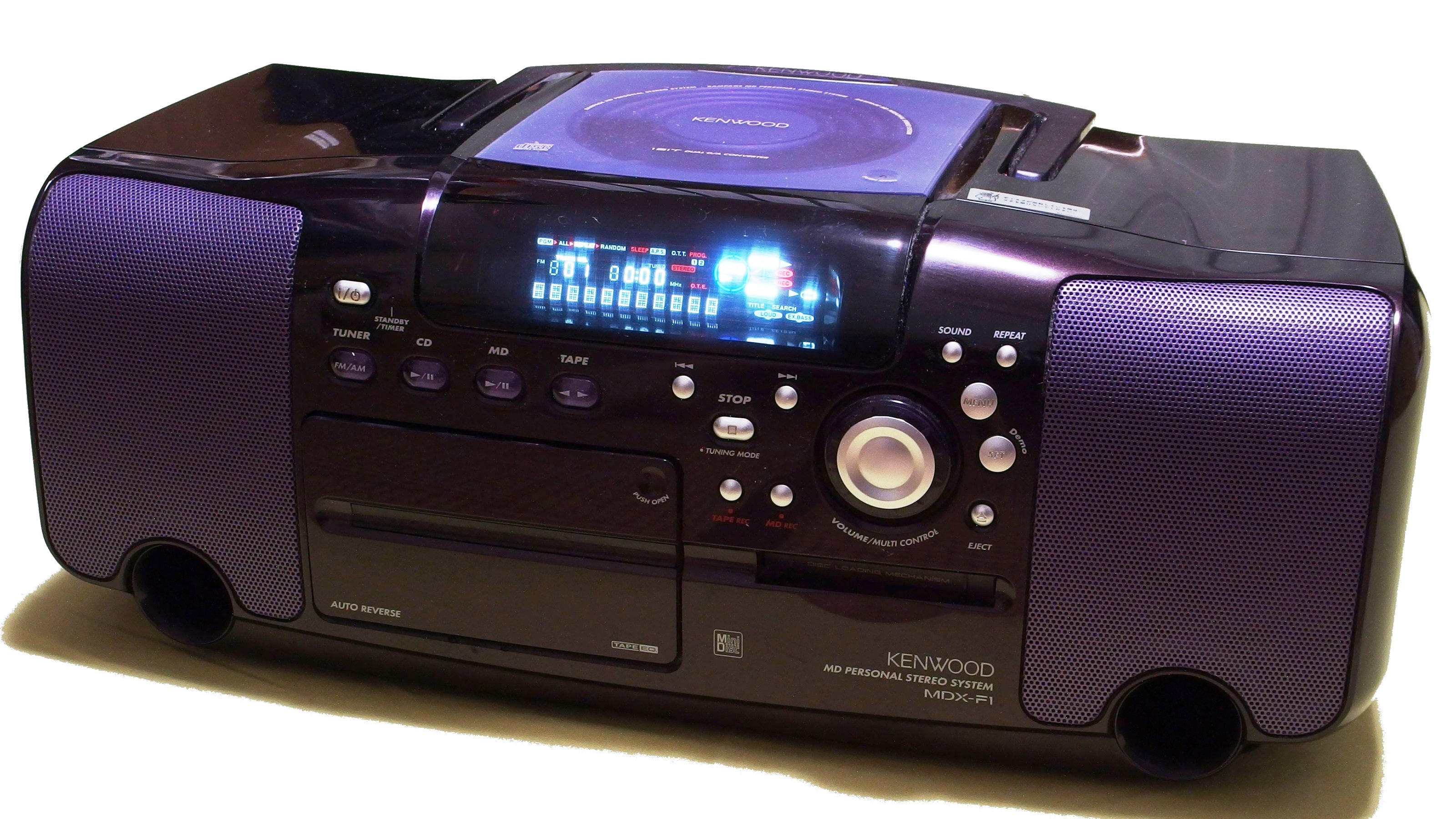
ケンウッド RAMPAGE MDX-F1。FM/AM。シングルカセット + MD + CD。1Bit D/Aコンバーターで高音質 。バスレフスピーカー 4W + 4W。(おそらく2000年4月発売)

1986年頃からCDプレーヤーを搭載した「CDラジカセ」が登場。最初期はWカセットの片方をCDプレーヤーに乗せ換えたような機種も多く見られたが、後にダビングに便利なカセットテープドライブを2台としたモデルでは横長になるなどし、直方体の箱ではないものが増えた。
1995年頃からはカセットの代わりにMDレコーダーを搭載したMDシステム、MDCDシステム、ラジMD　等が登場し、ラジカセ市場を侵食しはじめた。MDレコーダーとカセットレコーダーを両搭載した製品（MDラジカセ、コンパチ（ブル）ラジカセ）も登場した。アイワのXG-E1のようにコンポとラジカセを折衷した機種も登場した。

### 2000年から2010年代前半
2001年にiPod第一世代が発売された後、iPodとの連携が図られたものや、カセットテープ、CD、MD、2バンドラジオの全てを搭載したハイエンドモデルなどが販売された（なおMD搭載機は2010年代には廃れていった）。
2000年代後半には、ラジオとCDプレーヤーを組み合わせ、カセットを搭載しないCDラジオが登場した。
またカセットを搭載せずSDカードスロットを搭載した機種が登場したが、どちらもカセット非搭載なのでラジカセではなかった。
乾電池が使用できない携帯性の低いラジカセが出現することで、小型でオールインワンのミニコンポとの区別がやや曖昧になった。
また2000年代頃からは、海外の無名弱小メーカーの工場でOEMで設計・生産され、樹脂の金型による成形の精度や樹脂表面の質感も悪く、出力も小さい、すなわち1980年代や1990年代の全盛期の国内一流メーカー製のものとは明らかに設計や品質が異なるものが輸入され、国内市場で安価に広く出回るようになった。
出力が0.6W+0.6Wのものもある。
- 2000年代頃のCDラジカセ（オーム電機製）
- 2000年代頃のシンプルラジカセ（小泉成器製）

日本のアナログテレビジョン放送が2011年7月24日（岩手県・宮城県・福島県は2012年3月31日）をもって終了したため、一旦はテレビVHFの1-3chの領域である90-108㎒の周波数を使う放送が予定されなかったことから、76-90㎒のみの周波数のみが聴けるものだけが製造された時期があったが、2014年以後ワイドFMが順次開局するようになったため、そのワイドFM対応のCDラジカセの販売は、東芝ライフスタイル株式会社（以下、東芝）、パナソニック、ソニーなどといった日本国内のすべてのメーカーで行われた。但し、前述の「テレビの音声が聴けるラジカセ」でも、ワイドFMを聴取できる機種は数多くある。
2007年にiPhone、2009年にAndroidフォンが発売となったことで2010年代にスマートフォンが普及し、それを持ち歩くことが一般化し、音楽を手軽に楽しみたい場合はスマートフォンにイヤホンを挿して聴くことが一般的になり、そのほか特に高音質にこだわる場合はハイレゾ対応のデジタルオーディオプレーヤーで聴くようになった結果、ラジカセの販売台数は激減してゆき、東芝とソニーを除き、ほとんどの国内大手メーカーがラジカセ市場から撤退していった。
近年では日本国内で販売され日本のメーカー名が冠してあっても、実際にはOEM品で、中国を最筆頭に、台湾や香港、インドネシアなどアジア系海外メーカー、およびサプライヤーが開発・製造しているものがほとんどである。

### 2010年代後半、ラジカセの再評価
2010年代後半になると、ラジカセは『逆に今　新しい』という状況になったと家電収集家の松崎順は分析した。1990年代にほぼ消滅したと思われていたカセットテープが、2010年代後半に静かなブームになったという。小原由夫の分析によると、音はデジタルファイルに圧縮するのが普通になって久しいのに「磁気記録」という古典的方式、しかも記録時間に制約があり表裏にひっくり返す手間など煩雑さもともなう記録メディアが再度静かなブームになったのにはそれなりの理由があるという。ひとつには、ラジカセの外形が「レトロでかっこいい」というファッション的要素もあるかもしれない。またカセットの音質そのものの温かみや厚みが支持されているのかも知れず、“ハイレゾ時代”だからこそ逆にカセットテープの音の温かみを感じやすくなったのかもしれない、と小原は分析した。また、カセットテープは、CDやストリーミングサービスとは違って再生中は曲が簡単にスキップできないということが、逆にコンセプトアルバム的な音楽（最初から最後まで一貫して聴いてようやく伝わるコンセプト重視のアルバム）には都合がいいという特質が重用されている部分もあるらしい。2015年ころにはカセットテープ専門店の『waltz』（ワルツ）もオープンし（waltzの公式サイト）、およそ5,000本のカセットテープを販売するようになった。その店には『ニューリリース』と書かれた新譜（新曲）のカセットテープでの販売も行われている。waltzの店主の角田太郎によると、アーティストがカセットテープで新作をリリースする動きも広がっているといい、テープやラジカセに興味を持つ若年層も増えている、とのことだった。waltzではラジカセ本体の販売もしているという。『今の若者は形ある物で音楽を聴くことの新鮮さを感じていると思う。特にカセットテープの手軽なサイズ感。かわいい手のひらサイズのパッケージとか、（カセットテープを） "おもしろいもの" として捉えていると思う』と角田は分析した。
『ラジカセ誕生50周年』に当たるともされる2017年、8月2日から東京都内で『懐かしのラジカセ展』が開催され、会場にはラジカセ100機種が展示された。

### 2020年以降の状況
2020年代の日本国内の中規模家電量販店のラジカセ売り場の面積は小さくなってきており、2025年6月現在、棚に並んでいるのは、大手日本メーカー製は東芝（TOSHIBAブランドに加えAUREX（旧・Aurex）ブランドを含む）とソニー（2025年2月末を以て製造・出荷終了。2025年6月現在はCFD-S70の流通在庫品のみが販売されている）のラジカセのみとなっており、それ以外は家電量販店がオリジナルブランドの形で中国などのASEANメーカーから調達した機種を数点並べ、総計でも10機種前後というような状況になっている。こうした店に並ぶのは基本的にはシングルカセットのものである。 ダブルカセットの機種は減っており、総じて、売れ筋ではないと判断されている。

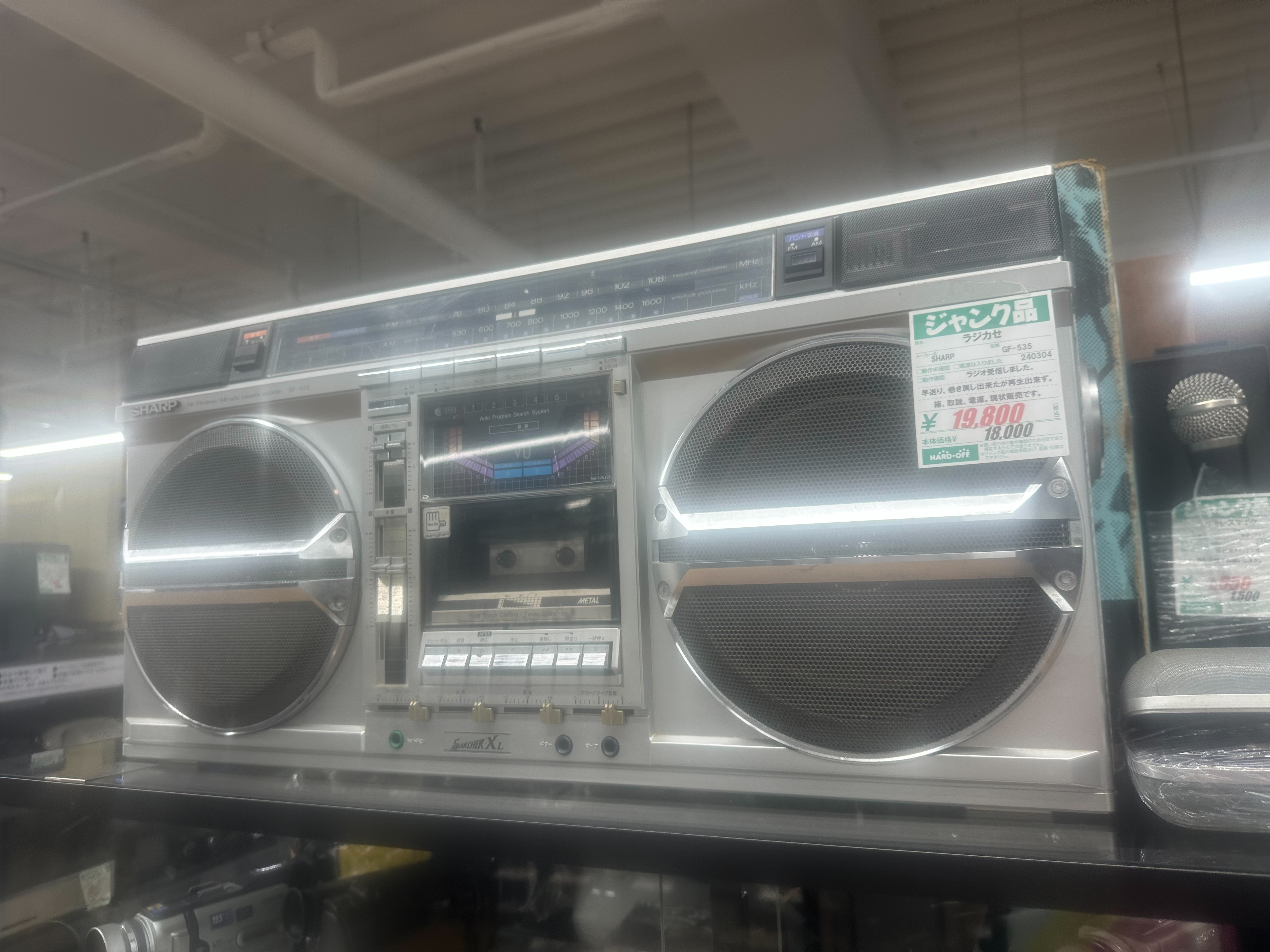
ハードオフの棚の中古ラジカセ(画像はシャープ製)

なお、ラジカセの中古品は1970〜1990年代のものが完動品・不動品を問わずハードオフやセカンドストリートなどリサイクルショップの棚に並んでおり、またメルカリやヤフオクでも大量に取引されており、ビンテージモデルや大出力モデルや個性的なモデルをそういった中古市場で手に入れることも広く行われている。
2025年現在、概して比較的コンパクトなサイズの製品が販売されている。
- シンプル & 簡単操作のラジカセ（シングルカセット、AM/FMのみ、モノラルスピーカー、CDプレーヤーレス）

主に昔からテープレコーダーに慣れ親しんでいる高齢層を想定している。基本機能に絞っており、老眼に配慮しボタンも大きめで、表示も分かりやすい。ボタンや選局ダイヤルも、オーソドックスな位置に配置されている。実売価格は7千円〜1万円ほど。
- 防災用ラジカセ

災害時に持ち出して使うことを意識したもので、特に小型のラジカセ。FM/AM。モノラル。基本的に防災用。3千円〜2千円ほどで販売されている。
- シンプルなCDシングルラジカセ

カセットテープに加えてCDも使用したいユーザ向け。スピーカーが左右2つでステレオ再生のものでも、スピーカーの直径は1980年代のステレオラジカセのような大きなものではない。2010年代に行われたジェネリック家電の値下がり競争も円安で落ち着きを見せており、東芝新品下限で7000円台、他のジェネリック新品下限も6000円は下回らなくなってきている。
- シンプルなCDダブルラジカセ

カセットはダブルでも、スピーカーの直径は10cmに満たない、小口径のものが用いられている。日本の大手製造メーカーでは唯一、東芝が開発を今でも継続している。
- ハイレゾ化やネオジウムスピーカーなど、最近の技術を用いて高音質化を推し進めたラジカセ

カセットテープの音響もBluetooth送信でき、USBメモリーに記録したMP3の音声ファイルや昔のカセットテープの音もデジタル技術で音質補正を行いハイレゾに近い印象の音で聞かせるという、最新技術を駆使したラジカセで、現行製品としては非常に数少ないノーマルポジション以上の高音質を誇るハイポジション（クロムポジション）のカセットテープの再生に対応した手動式の再生専用テープセレクターを装備している。実売価格は4万円台前半。
その他に
- レトロ調ステレオラジカセ & モノラルラジカセ

1970年代や1980年代のラジカセ独特のデザインテイスト、大型筐体、大スピーカーなどを手軽に楽しめるラジカセ。当時を彷彿とさせるLEDレベルメーターなども備えるが、その外見とは裏腹に今日のゼネラルオーディオの機能であるBluetooth受信機能やUSBメモリーやmicroSDメモリーカードを用いたMP3録音/再生機能などを搭載し、スマホとの連携もとれる。

## 21世紀にはいった後のラジオカセットレコーダー
現行品の一部抜粋。ただしすでに販売停止になっているものが含まれている可能性がある。
東芝ライフスタイル
- AUREX TY-AK21 - TY-AK2の一部改良機種でBluetoothインターフェイスによる音声のワイヤレス受信機能、およびBluetoothインターフェイスによるCD・カセットテープ等の各種音声の送信機能を装備。
- Aurex TY-ANK1 - AUREX（Aurex）ブランドとしては最小サイズとなるシンプルなCDラジカセ。小口径の高出力ネオジウムスピーカーとBluetooth受信機能を搭載。
- TY-CDS8、TY-C160C

ドウシシャ
- ORION ステレオラジカセ SCR-B5/SCR-B7

山善
- Qriom（キュリオム)　CDラジカセ　YCD-C600

ホノベ電機
- BOOS CDラジカセレコーダー

とうしょう
- T-CDK705 かんたん速度調整機能付きCDラジカセ

オーム電機
- AudioComm（オーディオコム）

TEES
- TS-CD838-BK

ベジタブル
- GD-CD350

ANABAS
- CD-C500
- CD-C300 - インテリアとの調和を目指したモデル。

Touch
- TC-DR2AT

FIFTY
- DSCD-390 - 2017年でワイドFMに対応。
- DSCD-350 - マイク機能のないモデル。

シィー・ネット
- CRXM01WH

STAYER
- AZCCA-BK, AZCCA-BL, AZCCA-RD

アズマ
- CD-50-S

ヒロ・コーポレーション
- HKM-01 ワイドFM対応。

CICONIA
- TY-1709 Bluetooth対応。

derectvue
- DCRC50W[31]

GRAMOLUX
- CRC02 BK

FUZE
- CDRC4W - CD・AM/ワイドFMラジオカセットプレーヤー

電響社 マクセル事業本部
- maxell CDラジカセ MXCR-100[32]

廣華物産
- WINTECH（ウィンテック[33]）

## 東芝ライフスタイル（旧・東芝 ← 東京芝浦電気）のラジカセ
東芝ライフスタイル（製造元・東芝エルイートレーディング）のラジカセ。
現行品は上の節にまとめたので、ここでは古いものから順に、発売開始年も添えて書くとよい。
- ACTAS（アクタス）
- BOMBEAT（ボンビート） - 時期によってはカタログや雑誌では、ボムビートと表記されていた。全てステレオラジオカセットで、ACTUS BOMBEATと呼ばれた時期もあった。
- SUGAR（シュガー） - CD搭載機は「SUGAR CD」と表記されていた。
- MacKenzie（マッケンジー）
- CD WORKS（シーディーワークス）
- CUTEBEAT（キュートビート） - 近年の機種としてはソニーと同じく国内では数少ないカセットデッキ部分にフルロジックメカ＆リモコンを採用。
- Aurex TY-AK1 - 業界初のハイレゾ音源対応CDラジカセ。SDカードやUSBメモリーへ保存した、最高192kHz/24bitのハイレゾ音源ファイル(FLAC、WAV)を再生可能のほか、CDやアナログカセットの各音源をそれぞれデジタル処理でアップサンプリング化してハイレゾ相当の音質に拡張する機能を備えている。また、カセットデッキ部分は基本的にノーマルポジション用カセットテープの録音・再生に対応しているがハイ（クローム）ポジション用カセットテープは再生時に限り対応する[34]。ラジカセで20.0W+20.0Wの出力に対応している。
- Aurex TY-AK2 - 上記のTY-AK1の改良機種でBluetoothインターフェイスによる音声のワイヤレス受信機能、およびBluetoothインターフェイスによるCD・カセットテープ等の各種音声の送信機能を追加。なお、当機種のブランドロゴマーク改訂版（Aurex → AUREX）となる機種は2023年7月20日発売のAUREX TY-AK21となる。
- Aurex TY-ANK1 - Aurexブランドとしては最小サイズとなるシンプルなCDラジカセ。小口径の高出力ネオジウムスピーカーとBluetooth受信機能を搭載。
- TY-CDX9 - ハイポジション用カセットテープの再生（メタルポジション用カセットテープ再生時は先述のAurex TY-AK1の注釈参照）に対応。
- TY-CDK9 - ハイポジション用カセットテープの再生（メタルポジション用カセットテープ再生時は先述のAurex TY-AK1の注釈参照）に対応。
- TY-CDK8
- TY-CDX7
- TY-CDH7
- TY-CDS7
- TY-CK2
- TY-CWX80
- TY-CDK7
- TY-CDS6
- TY-CK1
- TY-CK4
- TY-CDS5
- TY-CDK5
- TY-CDX91
- AUREX TY-CDX92 - 上記のTY-CDX91のブランド変更機種（TOSHIBAブランド → AUREXブランド）。
- TY-CDW88
- TY-CDW99 - ハイポジション用カセットテープの再生に対応しているほか、更に先述のTY-AK1/AK2/AK21では特定の条件を満たしていないと再生することができなかったメタルポジション用カセットテープの再生に標準で対応。
- TY-CDW990 - 上記のTY-CDW99の実質的なマイナーチェンジ機種[35]。
- AUREX TY-CDW991 - 上記のTY-CDW990のブランド変更機種（TOSHIBAブランド → AUREXブランド）かつ、ワイドFM対応CDダブルラジカセの2024年現在における現行モデル。
- TY-CDM1 - 東芝史上最小のCDラジカセ。これのマイナーチェンジ版としてTY-CDM2が存在する。
- Aurex TY-ANK1 - 上記のTY-CDM1/CDM2をベースに、高出力ネオジウムスピーカーとBluetooth受信機能を搭載する。
- TY-XKR1 - 東芝エルイートレーディング（TLET）が開発・製造した一連のラジカセとしては初のモノラルタイプの機種。純粋なモノラルラジカセでありながら、録音/再生用磁気ヘッドには既存のステレオラジカセ用の4トラック・2チャンネル録音/再生用磁気ヘッドが搭載されており、また、イヤホン端子と外部入力端子にはそれぞれ3.5mmステレオミニジャックが採用されている。

## アイワのラジカセ
（秋田県・十和田オーディオ）
- 2017年秋にワイドFM対応CDラジカセを発売、と報じられた[36]が通販サイトにその類の表示が見られず、販売が冬にずれこんだ。2018年に専用サイトの閲覧も可能になり、若干のデザインの改定を経て販売されている[37]。2024年にはとうしょうの協力を得て、ラジカセやミニコンポの新製品を復活させている[38]。

## クマザキエイムのラジカセ
- WUTA (KCR-207S） - カラオケCDダブルラジカセ[39]
- DIDICA（RCM-1221） - シングルラジカセ、SD/USBメモリ対応。CDプレーヤー非搭載[40]

## 小泉成器のラジカセ
- SOUNDLOOK（サウンドルック[41]）

## 電響社 マクセル事業本部のラジカセ
- maxell MXCR-100 - 2024年にUSBメモリ/TransFlash/microSDカードの再生にも対応したCDラジカセを新規開発。ただし、特定の限定ルート向け専売商品となる。

## ラジカセ生産から撤退したメーカーおよびそのブランド名

### アイワ（初代法人。現・ソニー〈二代目法人〉）
- TPR-101 - 1968年5月発売。国産初の3バンドラジオ（FM・SW・AM）搭載ラジカセ。27,500円。当項目の歴史節内 #ラジカセの登場でも解説。
- TPR-114
- TPR-150 - 1975年頃発売。FM/SW/MW。FM同調ズレ防止のAFCスイッチ、チューニングインジケーター、実用最大出力3,000mW、2ウェイスピーカー、クロームテープ対応、録音回路と音響回路を分離し録音中でも音量・音質を変えられるバリアブルサウンドモニター搭載。ミキシング。メモリーリプレイ、スリープタイマー。[42]
- TPR-201
- TPR-205
- TPR-220
- TPR-230
- TPR-301
- TPR-410
- TPR-414
- TPR-430 - 余韻を生むリバーブ機能搭載。マルチミキシング。FM/MW/SW。メカニカルポーズ、クイックレビュー、自動録音、テープカウンター、大型2wayメーター、オートストップ/スリープタイマー、3電源。[43]
- TPR-501
- TPR-501A
- TPR-600
- TPR-625A
- TPR-635
- TPR-636
- TPR-640
- TPR-660
- TPR-670
- TPR-801
- TPR-830
- TPR-860
- TMR-350
- TMR-550
- TMR-550A
- TMR-550NA
- CS-50
- CS-65X
- CS-90X
- CS-J20
- CS-J22
- CS-J23
- CS-J30
- CS-J36
- CS-J77
- CS-J88
- CS-W10
- CS-W55
- CS-W70ST
- CS-W88
- CS-W530
- CARRY COMPO
- STRASSER（シュトラッサー） - ミニコンポとシリーズ名を共用。
- ターボソニック
- フットワーク

### オンキヨー（2代目法人以前。後のオンキヨーホームエンターテイメント→オンキヨーテクノロジー→プレミアムオーディオカンパニーテクノロジーセンター）
- ZAC55（ザック ゴーゴー） - 同社ではセパレート型ラジカセのことを「デスクトップコンポ」と名乗っていた。

### ケンウッド（現・JVCケンウッド）
- WOODSTOCK（ウッドストック） - ミニコンポとシリーズ名を共用。
- RAMPAGE（ランページ） - 2010年12月に最終機種である「MDX-L1」の生産が終了し、消滅した。

### 三洋電機
- U4 - 通称「おしゃれなテレコ」。
- V2 - 上記のU4シリーズ同様、通称「おしゃれなテレコ」で親しまれた。
- BiG BEN（ビッグベン）
- （Σ）ZooSCENE（ズシーン） - CMにボン・ジョヴィを起用していたことでも有名。1988年当時ボン・ジョヴィは三洋のAV機器のキャラクターでもあった。1989年にはホイットニー・ヒューストンを、1990年には今井美樹を起用。
- （S）ZooSCENE（エス・ズシーン） - 後述するプリミエールの前身となるコンパクト系CDラジカセのブランド。
- primaire（プリミエール）- Sズシーンの後継ブランドだが最上級機種に限りドルビーBタイプNR・メタルテープ録音・電動パネル・CDチェンジャー・サイトリックスコーンスピーカー[注釈 12]を搭載。
- ROBO（ロボ） - 先述のMy First Sony同様、カラフルな知育玩具を意識した9歳以下の子供を対象としたラジカセ。電子貯金箱までラインナップされていた。
- CD POT（CDポット）

### 鳥取三洋電機（現・三洋テクノソリューションズ鳥取）
- FISHER（フィッシャー） - かつてU4シリーズを海外向けに「FISHER」ブランドを冠していた。もともとはアメリカの電機メーカー「エマソン・エレクトリック」傘下の高級オーディオメーカーであり、1975年に三洋電機が買収し、海外専用ブランドとしてオーディオ製品を販売していた。

### シャープ
- THE SEARCHER（ザ・サーチャー） - 縦置きラジオカセットでは初のWデッキ採用。シングルカセット採用機種のGF-8Sには当時数少なかったシンセサイザーチューナーを搭載していた。
- AUTO DISC（オートディスク） - 日本初のレコードプレーヤー内蔵ラジオカセット。レコード再生にオートリバース機構を採用しコンポ型も同じシリーズ名である。
- SEGNO（セグノ） - ヤマハとの共同開発品で、後述するヤマハのAST（アクティブ・サーボ・テクノロジー）システムを搭載。最上位機種にはタッチパネル液晶を装備。
- TWINCAM W（ツインカムダブル） - 1つのスロットにカセットテープを2本装填し、それぞれのテープリールを同じ回転軸で駆動。
- MD studio（MDスタジオ） - ミニコンポとシリーズ名を共用（2003年5月発売のMD-F350をもってシリーズ展開終了。以降の機種は下記のAuviシリーズとして発売された）。
- Auvi（アウビィ） - ミニコンポ、ポータブルMDとシリーズ名を共用（2006年発売のSD-FX33をもってシリーズ展開終了。2025年現在、シャープはBluetooth対応ワイヤレスネックスピーカーシステム（AQUOSサウンドパートナーシリーズ）を除き、オーディオ事業から既に撤退済みとなっている）。
- DIGITURBO（デジターボ）

### NASA通信
- NASA1200GX DJ573 - シャープのOEM。

### 日本コロムビア、もしくはDENON（デンオン）（現・デノン コンシューマーマーケティング）
- GARO（ガロ） - 同名のフォークグループの曲がCMに起用されていたことがあった。
- Beat Boy（ビートボーイ）
- DOing（ドゥーイング）

### 日本ビクター（現・JVCケンウッド）
- ラジオカセッター（RCシリーズ）
  - レポ - 同社のカセッター（カセットテープレコーダー）と商標を共有。
  - CELLUAR（セルラ） - 同社のFM/AMラジオと商標を共有。セルラホーン型スピーカーグリルを採用しているのが特徴。
  - 録介（ロクスケ）- VHF/UHFのTVチューナーを搭載。
- ステレオカセッター（同RCシリーズ）
  - STEREO（ステレオ）
  - スペクテーター
  - BIPHONIC（バイホニック）
  - BILBO（ビルボ）
  - メタルカセッター（RC-Mシリーズ） - メタルテープの録音・再生に標準対応したステレオカセッター（ステレオラジカセ）のシリーズの総称。
- P-COMPO（ピーコン・PCシリーズ） - 3電源に対応した可搬型セパレートミニコンポであるが、そのコンセプト上、先述のアイワのキャリーコンポ同様、セパレート型ラジカセとみなすことができる。
  - WAO!（ワオ!） - 上記のP-COMPOの格納式レコードプレーヤー搭載モデルにあたる。
  - P-COMPO MINI（ピーコン・ミニ） - 上記のP-COMPOの縮小版。カセット部分は脱着可能であり、録音機能付きのヘッドホンステレオとして利用できる。
  - √2（ルート2） - 上記のP-COMPOのWカセット版シリーズ。
- DOBLES（ダブルス） - カセット部分は脱着可能で、録音機能付きのヘッドホンステレオとして利用できるミニステレオラジカセ。
- CDean（シーディーン）
- CDian（シーディアン）
- CDioss（シーディオス）
- G-HORN（ジーホーン）
- SLENDY（スレンディ）
- DRUM CAN（ドラムカン）
- Sound Rocket!（サウンドロケット）
- MD CREATION（MDクリエイション） - ミニコンポとシリーズ名を共用。
- Clavia（クラビア） - 一般市場向けは2015年までに全て生産終了。教育市場向けのベーシックなCDラジカセとなるRC-QS21のみ2016年末までに生産・販売終了。

### 日本マランツ（現・マランツコンシューマーマーケティング）
- STANDARD（スタンダード）- 前身のポータブルラジオメーカー「スタンダード工業」のブランド（1975年まで）。
- SUPERSCOPE（スーパースコープ） - 日本マランツの当時の親会社の名前。日本初のダブルカセット、日本初の3ヘッド搭載機など。
- unix（ユニックス） - 1980年代初頭に採用していたブランド。
- marantz（マランツ） - 一部の大型機にのみ採用（高級ブランドと位置づけていたため）。これらはいずれもブランド名であり、特にシリーズ名は持っていなかった。

### パイオニア (ホームAV機器事業部。後のパイオニアホームエレクトロニクス→オンキヨー&パイオニア→オンキヨーホームエンターテイメント→オンキヨーテクノロジー→プレミアムオーディオカンパニーテクノロジーセンター）
- CENTREX（セントレックス） - 本来は北米市場向けのブランド。
- MultiBoy（マルチボーイ）- ステレオラジカセ。
- Runaway（ランナウェイ） - 上記のMultiBoyの後継シリーズとなるステレオラジカセ。CMソングにデビュー当時のシャネルズ（後のラッツ&スター）を起用していた。

### 日立製作所（現・日立コンシューマ・マーケティング）
- Lo-D（ローディー）[注釈 13]
- PERDiSCO（パディスコ） - CD無し。ヘッドホンステレオ内蔵機種（アイワからのOEM）も存在した。
- CDロードジム - CD付き。EDITBORG登場後は欧米向け専売機種に。
- EDITBORG（エディットボーグ） - CD付き。全機種他メーカーからのOEM、および韓国Goldster（現LG）との共同開発・生産委託製品。
- 見聞録（けんぶんろく） - 白黒テレビ（機種によってはカラーテレビ）付き、いわゆるラテカセ。

### ブラザー工業
- JOYSOUND（ジョイサウンド） - シリーズ名ではなく、同社のオーディオブランドであった。後にグループ企業・エクシングの通信カラオケのサービス名に転用された。

### 三菱電機
- JEAGAM（ジーガム） - BCLラジオとブランド名を共用。
- DIATONE（ダイヤトーン）

### ヤマハ（現・ヤマハミュージックジャパン）
- TIFFANY（ティファニー） - ASTシステム搭載。ミニコンポ、ポータブルCDプレーヤーとシリーズ名を共用。また、本体部（のデザイン）もミニコンポと共用。全機種AC電源専用、かつダブルカセットで、重量があるのでハンドルは2本装備。スピーカーは（付属ホルダーを付属スピーカーにビス止めすることで）本体と一体化でき、また、ワンタッチで分離もでき、AST-C25/15では別売りのスタンドにスピーカーを固定して床置き（スピーカーは宙に浮く）することもでき、真のレイアウトフリーを（ラジカセで）実現している。AMは付属ループアンテナ（本体背面装着済・可動式）で受信。全機種TV（アナログ）音声チューナー（全チャンネル（1～62ch）・ステレオ音多対応）搭載。AM、FM共に外部アンテナにも対応。なお、ASTシステムを搭載している都合上、付属以外のスピーカーは使用できない。（専用プラグの為、物理的にも接続不可。）

### 松下電器産業 → パナソニック（初代法人。現・パナソニックホールディングス）
- RQ（またはRX）シリーズ
  - MAC
  - STEREO MAC（ステレオ マック）
  - STEREO MAC ムウ（RQ-4050） -  ステレオMACシリーズの一つ。エントリーモデルに属しているが、業界初の7セグメントのピーク式LEDレベルメーターを搭載。発売当時（1978年）、39,800円という低価格が話題を呼んだ。
  - DISCO MAC（ディスコマック、RX-5500）- ステレオMACシリーズの一つ。ドルビーBタイプNRを搭載。
  - DISCO M（ディスコエム、RX-5700）- 同社のステレオラジカセとしては初のメタルテープ録再対応かつ、同社が独自開発したカスタムノイズリダクションシステム（ドルビーBタイプNR、およびANRSに相当）を搭載。
  - DISCO X（ディスコエックス、RX-5100） - 先述のSTEREO MAC ムウことRQ-4050の後継機種。一連のDISCOシリーズの中でエントリークラスに属した機種であり、基本的な機能もRQ-4050からほぼ据え置かれている。
  - THE DISCO（ザ・ディスコ、RX-5600）- デッキ部はメタルテープ録再対応かつソフトタッチオペレーションシステムを用いており、1モーターメカニズムでありながらワウ・フラッター0.055%（WRMS）を達成。
  - LOVE CALL（ラブコール）- 当初は廉価クラスのメタルテープ録再対応中型ステレオラジカセのブランドとして展開されていたが、後に競合メーカーである三洋電機の「おしゃれなテレコ U4シリーズ」を意識した小型ステレオラジカセのブランドに路線変更した。
- The 3（ザ・サード） - スピーカー着脱式。全機種がメタル録再対応のほか、RX-C45を除くほとんどの機種がドルビーBタイプNRに対応しており、このうち上級機種に限り録再ヘッドにはラジカセ用としては贅沢なアモルファス録再ヘッドが搭載された。更に小型化したThe 3Mini（ザ・サードミニ、RX-C50）やドルビーBタイプNRの搭載を見限る代わりに録再対応5素子グラフィックイコライザーを搭載したThe 3グライコ（RX-C45）なども存在。本コンセプトはCDラジカセRX-E250に引き継がれた。
- STATION（ステーション）チューナーがPLLシンセサイザーで周波数をデジタル表示
- Kangaroo（カンガルー） - ヘッドホンステレオ内蔵式。
- RIDDIM VOX（リディムボックス） - パーソナルPAシステム。ギターやベースを直接接続できる。
- SPATIALIZER（スペシャライザー）
- MUSIC STATION（ミュージックステーション） - DCC/CDシステム。RX-DD1、RX-DD2共にダブルオートリバースデッキモデルで、デッキ1はACC録音/再生（ドルビーBタイプNR搭載）、デッキ2はDCC録音/再生及びACC再生に対応している。（両デッキともオートテープセレクター付きで更にデッキ1はハイポジ/メタル録再にも対応）AC電源専用。なお、テレビ朝日の同名番組とは全く無関係である。
- FDシリーズ
- DTシリーズ - ダブルデッキモデル。バブル期のラジカセで最も人気が高い。発売当初は最上位機種に限りドルビーBタイプNRのみならず、ドルビーCタイプNRを搭載した機種（RX-DT80、RX-DT9/8）も存在していた。DT、EDシリーズは「コブラトップ」「サイバートップ」のブランドが知られている。前者は電動開閉式ディスプレイ、後者はパワーローディングカセット（電動開閉式カセットホルダー）をそれぞれ搭載している。「コブラトップ」には更にバリエーションがあり、音声ガイド「テクノボイス」を併載した「テクノコブラトップ」、（RX-DT909のみ。AC電源・電源「切」かつコブラトップ閉時）センサーに手をかざすとコブラトップが開き、最後に演奏していたソースの再生も同時に始まる「マジカルコブラトップ」（無効設定可・工場出荷時「有効」設定）もあった。また、「サイバートップ」コンセプト（RX-DT901/701）のうち、パワーローディングカセットは先述の「MUSIC STATION」（全機種）のほか、「マジカルコブラトップ」（RX-DT75のみ）やSTシリーズ（RX-ST7/9G）などに引き継がれた。
- DSシリーズ - シングルデッキモデル。DTシリーズ同様、上級機種（RX-DS50、およびRX-DS55/45）に限りハイポジ/メタル録再・ドルビーBタイプNR対応。それ以外の機種はハイポジ録再/メタル再生、もしくはハイポジ/メタル非対応。
  - オレッキー - DSシリーズの1つ。イタリア語で「耳」の意味であり、スピーカー部（着脱不可）が象の耳をイメージした形状であることが特徴。RX-DS33、RX-DS36Gの2機種のみのリリースで、前者はマイク入力を持たない代わりにマイクを本体左スピーカー部上部に内蔵し（数少ないマイク内蔵CDラジカセの1機種）、後者はそれを外す代わりにマイク入力と映像出力（音声はテレビに接続不可）を装備、加えてCD部をCD+G対応とすることでカラオケに対応。一見、（本体部が縦長なので）縦型に見えるが、実際はスピーカー部も含めた横幅が高さを超えるので横型に分類される。
- STシリーズ - ダブルデッキモデル。縦型フォルムが特徴。（実際には横幅が高さ（ST5/5Dはコブラトップ閉時）を超えるので横型に分類される）
- EDシリーズ - 国内メーカーのテープセレクター付き（ハイポジ録再に対応するがメタルは再生のみ対応）としては2011年にして唯一の機種であったが、現在すでに生産終了・販売終了済み。
- ESシリーズ
- MDXシリーズ - MDシステム
- Dシリーズ
  - RX-D47 - 先代機種となるRX-D45を基にワイドFMに対応するなどの一部改良が実施された機種。2016年に発売され、2021年7月現在の時点において同社が販売するラジカセ・CDラジカセ類の機種としては唯一の現行機種となっていたが同年8月を以って生産終了となり、2022年3月までに販売終了。これにより事実上、同社が生産・販売するラジカセは全て姿を消すこととなり、名実共に53年の歴史に幕を下ろす事となった。

### 創和
- WS-90 - 2016年に高機能ワイドFM対応CDダブルラジカセを開発。国内で唯一ハイスペック路線を継続していたが2018年にはハピネスショップほかの購買サイトそのものが消滅している。

### 廣華物産
- WINTECH（ウィンテック） - 2015年にCDダブルラジカセを新規開発したが、ダブルラジカセは開発終了。
- MateStar（メイトスター） - 中国大手ファクトリーメーカーブランドであったが、Wintechに統合。

### Rhino Products
- CCR-17W - 2017年にCDダブルラジカセを新規開発したが、販売終了。

### ソニー（初代、現・ソニーグループ） →ソニーマーケティング→ソニー（2代目法人）
- CFM-8120「マガジンマチック EM R」- 1970年（昭和45年）3月21日発売 。FM/AM。モノラル、2W。 AC100V, 単一 x 4, 別売の充電バッテリBP-8, 別売のDCC-126で車載可で 計4電源。3.6kg。32,800円[44]
- CF-1050「マイクインマチック DJ」 - 1971年10月発売。FM/AM。モノラル、1.2W。AC100V, 単ニ x 4, 別売のDCC-126で車載可 で計4電源。1.9kg。29,500円[44]
- CF-1110 - FM/AM。モノラル。
- CF-1300「マイクインマチック 1300」 - 1970年9月発売。FM / AM。モノラル、1.5W。AC100V, 単一 x 4, 別売の充電バッテリBP-8, 別売のDCC-126で車載可で 計4電源。3.2kg。27,800円[44]
- CF-1200「マイクインマチック 1200」 - 1971年9月発売。FM/AM。モノラル、1W。AC100V, 単ニ x 4, 別売のDCC-126で車載可 で計4電源。2.4kg。25,800円[44]
- CF-1400「マイクインマチック 1400」 - 1971年3月発売。FM/AM。モノラル、1.5W。AC100V, 単一 x 4, 別売の充電バッテリBP-8, 別売のDCC-126で車載可で 計4電源。3.3kg。[44]
- CF-1400A「マイクインマチック 1400II」 - 1971年11月発売。FM/AM。モノラル、1.5W。 AC100V, 単一 x 4, 別売の充電バッテリBP-8, 別売のDCC-126で車載可で  計4電源。3.3kg。30,500円[44]
- CF-1470 - FM/AM。モノラル。テープカウンター。
- CF-1500「マイクインマチック 1500」 - 1971年8月発売。FM/AM。ON AIR回路付。モノラル、1.5W。AC100V, 単ニ x 4, 別売の充電バッテリBP-16, 別売のDCC-126で車載可で  計4電源。3kg。33,800[44]
- CF-1800「リザーブ 24」 - 1971年11月発売。機械式のデジタル時計付き。FM/AM。モノラル、1.5W。AC100Vのみ。4.3kg。39.800円[44]
- CF-1600 - FM/AM。モノラル。テープカウンター。
- CF-2500「マイクインマチック STEREO」 - 1971年11月1日発売 。日本初のステレオラジカセ。ただしスピーカーは2つのみ（2ウェイ4スピーカーではない）。FM（ステレオ）/AM。ステレオ、1.5W。AC100V, 単一 x 4, 別売の充電バッテリBP-8, 別売のDCC-126で車載可で  計4電源。クロムテープの録音・再生に対応。5.3kg。30,500円[44]
- CF-2580「ステレオ2580」 - 1974年6月1日発売。AM/FM。ステレオ。上記のCF-2500の"改良型"にあたり、「マトリックスサウンド」というかなり特殊な4スピーカーシステム（2つのスピーカーは前を向いているが、2つの見えにくいスピーカーが横を向いている）を搭載しており、その方式の音しか聞けず、大多数の普通のステレオ音響を聞きたい人々には評判が悪かったらしい。54,800円。[45]
- CF-2700「ステレオ2700」 - 1974年11月発売。 FM/AM。横置き型。ステレオ（ただし、内臓スピーカーはモノラル）。録音レベルおよびレベルメータが左右独立。テープカウンタ。64,800円。
- CF-1700 - 1973年発売。FM/MW/SW、モノラル。
- スタジオシリーズ - ミキシング機能付き
  - CF-1980「スタジオ1980」 - 1974年発売。FM/AM、ミキシング、2ウェイスピーカー（16cmウーファー + 5cmツイーター）、モノラル 3W。高音質指向でウーファーとツイーターの2wayスピーカーを備え、ウーファー口径もそれ以前の10cm程度から15cmと大口径化しており、クロームテープ対応スイッチ。ラウドネススイッチ[46]。4.6kg（電池含め5.0kg)。44,800円。70万台超と、ラジカセ史に残る販売台数を記録した。[47][48][49]
  - CF-1480「スタジオ1480」 - 1974年発売。FM/AM。モノラル。ミキシング。テープカウンター。オートシャットオフ。AC 100V, DC6V, 単ニx4本の3電源。33,500円。
  - CF-1560 - 1975年。FM/AM。マイクフェーダー機能。30,800円。筐体色はアイボリー、オリーブの2色あり。[50][51]
  - CF-1880「スタジオ1880 オン・エアー」 - 1975年。FM/AM。ワイヤレスマイク付き。別売りボイスフェーダーあり。[52][53]
  - CF-1980mk2「スタジオ1980 II」- 1976年発売。FM/SW/MW、ミキシング、2ウェイスピーカー（16cm + 5cm）、3.2W、クロムポジション。43,800円。[54]
  - CF-1990「スタジオ1990」 - 1976年発売。FM/SW/MW、ミキシング、2ウェイスピーカー（ウーファーが20cmと特に大口径）、5.5W。テープセレクトスイッチが3ポジション（Normal, Fe-Cr（フェリクローム）, CrO2）でSONYの新高性能テープ「Duad」に対応、ラウドネススイッチ、AFCスイッチ。メカニカル方式のオートリワインド（テープの自動巻き戻し）、オートリピート機能。AC 100V, 充電式電池(BP-8H), 自動車バッテリー(DCC-61), 単一×4本 の4電源。電池込みで6.2kg。49,800円。[55][19]
  - CF-1980mk5 「スタジオ1980マークV」  -1977年発売。FM/SW/MW、ミキシング、2ウェイスピーカー、5W、クロムポジション。44,800円。
- CF-1760 - 1975年発売
- CF-9000「リズムカプセル9000」 - 1976年発売 。リズムマシン機能も備えたギターアンプとして使えるラジカセ。6つのリズム（ワルツ、バラード、ボサノバ、スイング、ロック1、ロック2）をワンタッチで自動演奏するボタン + リズムのテンポ・コントロールつまみ。音割れ防止のパワーアンプリミッター、ギター専用大型ジャック。ミキシング機能を搭載（音源 x 4）。当機は公式にはスタジオシリーズには分類されないが、ミキシング機能つきのスタジオシリーズにギター演奏を楽しめる機能を足したラジカセとも言える。2ウェイスピーカー（16cm + 5cm）、モノラル 5.5W。FM/AM。チューナー部にセラミックフィルター、FMバンドパスフィルター、ラジオのレギュレーター回路、ISSスイッチ。BASSとTREBLEが独立したトーンコントロール。サーボモーター。AC 100V、単一×4本、充電式電池(BP-8H)、自動車バッテリー(DCC-61)の4電源。5.4kg (電池含む)。53,800円。[19]
- CF-1750 - 1977年発売
- CF-1765「LL 1765」 - FM/AM、モノラル、4トラックLL付き。先生の声を聞きながら自分の声を録音できる4トラック2チャンネルLL、「会話の比較録音やアーチストとの共演が楽しめる」。39,800円。[45][56]
- CF-1900 - FM/AM。AFC。選局ライト。オートシャットオフ。ラウドネス。外部入力端子。
- CF-1611 「Play 1611」 - FM/AM。ワンボタン録音機能。マイクの声、テープの音を他のFMラジオに飛ばせる送信機能。25,800円。[45]
- CF-6300 「ゴング55」 - 1977年発売。FM/AM。ステレオ。左右スピーカ。テープカウンタ。
- ZILBA'P（ジルバップ）シリーズ - 2ウェイ4スピーカーのステレオラジカセ
  - CF-6500 「ZILBA'P ジルバップ」 -1977年発売。ジルバップの初代機。2ウェイスピーカー（16cmウーハー + 5cmツィーター）、総合出力4W（2W＋2W）。音響効果を考慮し筐体をスピーカーボックスとして設計している。 パワーアンプ部は入出力トランスを使わないITL-OTL回路を採用し、回路をIC化。3メーター（ラジオの同調とレベルの同時確認可）。BassとTrebleが独立したトーンコントロール。チューナーはバンドパスフィルターを採用し高感度受信。IF部にはバートン回路構成を採用。MPX回路にもICを採用。ツインTフィルター採用でFMステレオ録音も明瞭化。AMチューナー部にもローパスフィルターやセラミックフィルターを採用。AFC/ISSスイッチ。AFC(自動周波数制御)は、FM放送の受信時にまずAFCスイッチをOFFにしてチューニングし、その後ONにするとAFCが働いて安定した受信状態を保つ。そのスイッチはISS(干渉防止スイッチ)と兼用で、AM録音の際にはISSとして機能しビート音をカットして録音可。テープセレクター。駆動モーターにはサーボモータ。ヘッドフォンジャック、ピンジャックのラインイン/アウト端子。7.0kg。57,800円。[57]
  - CF-6500II「ZILBAP ジルバップ 」 - FM/AM、ステレオ。左右独立メータ。テープカウンタ。AC100V, 単1電池8本, DC12Vの3電源。
  - CF-6600 - FM/AM、2ウェイ・スピーカー 、ダイナミックステレオサウンド。
- CFS-686 「ステレオ・XYZ（ジィーゼット）[* 1]」 - 1978年発売。7.8kg。69,800円
- CFS-10 「Metal365（メタルサンロクゴ）」 - 1980年頃発売。1980年3月発行の「単品カタログ」や1980年5月発行の「総合カタログ」に掲載。スリムで横長のステレオラジカセ。1979年に登場した三洋のU4がヒット商品となったので横長のフォルムを模倣してみた製品（ただしカラーバリエーションは、初代はブラックとシルバーのみで、三洋U4のように赤色など女性好みの色ではなく、模倣が中途半端であった）。「メタル」の名の通りメタルテープ録再に対応[* 2]。「365」という言葉は、単品カタログ掲載のキャッチコピーが「１年中、行動半径が広がる。メタル365。」であったことや、総合カタログ掲載のコピーが「どこまで行くんだステレオ。メタル365。」で屋外使用をイメージした写真も掲載されていることから判断すると「365日いつでもどこでも持ち歩いて使うラジカセ」という開発コンセプトが込められていたようである[58]。三洋の軽量・横長ラジカセU4のヒットを目の当たりにして対抗製品を市場に投入しようとしつつも、ソニーが初代ウォークマン(TPS-L2)、世界初のヘッドフォン式プレーヤー（スピーカーレスで軽量・小型のステレオ装置。いつでもどこでも持ち歩いて使うステレオ装置）を発売したのが1979年（昭和54年）7月1日であったので、ソニーなりに、ウォークマンも売れて欲しいが "365日いつでもどこでも持ち歩いて使うステレオ・ラジカセ"のほうも開発・販売してみようと発想した可能性はある。当機の横幅はぴったり365mmであり[58]、「365と命名するならば、横幅もぴったり365mmにしてみよう」と開発チームが遊び心を発揮して筐体設計した可能性がある。乾電池込みで 2.9 kg（三洋「MR-U4」が乾電池込みで2.1kgだったのに比べると、ずっしりと重い）。カラーリングや重量が世の女性たちの好みに合致しておらず、三洋のMR-U4に完敗した。自社の失敗に気づき、あらためて女性を明確なターゲットとして据えて開発したスリムで横長のステレオラジカセは「YOKOHAMA ヨコハマ」シリーズ（後述）である。
- エナジーシリーズ - 特に大出力のステレオ・ラジカセのシリーズ。1981年2月頃にまず4機種が同時リリースされた。その後2機種が追加リリースされた。
  - CFS-99 「エナジー99」 - 1981年2月頃発売。エナジーシリーズのエース。ステレオ、総合出力12W（6W＋6W）。2ウェイ4スピーカー（20cmウーハー + 5cmツィーター）。10.8kg。84,800円。カタログの宣伝文句も派手め[* 3]。大音響なので竹の子族も使った。
  - CFS-77「エナジー77」 - 1981年2月頃発売。59,800円。
  - CFS-66「エナジー66」 - 1981年2月頃発売。。44,800円。
  - CFS-F40 「エナジーQ'be（キューブ）」→「AC/DCコンポF40」 - 1981年2月頃発売。99,800円。エナジーシリーズの中で価格が最も高い。ここまでが2月ころに同時リリースされた機種。発売当初はエナジーシリーズに籍を置いていたが、後に後述する「AC/DCコンポF70」ことCFS-F70の登場に伴い、AC/DCコンポシリーズに合流することとなった。
  - CFS-88 「エナジースリーラン」 -1981年。セパレート型で、スピーカーを分離できる。79,800円。少し遅れてリリースされた。
  - CFS-20 「エナジー20」 - 1981年7月発売。エナジーシリーズの中では最も小型軽量を誇るものの、同シリーズ唯一のメタルポジション用、およびハイポジション用テープの録音・再生には非対応。39,800円。低価格。エナジーシリーズ最後の機種。
- CFS-7「Metal101（メタルイチマルイチ）」 - 1981年春発売。44,800円。先述の「Metal365」ことCFS-10の実質的な後継機種であるが、FM/AMチューナーがシンセサイザー方式から一般的なアナログ同調方式に変更された代わりに、この当時のカセットウォークマンのように3.5mmヘッドホンジャックが2系統装備されているのが大きな特徴となっている。
- 「YOKOHAMA（ヨコハマ）」シリーズ - 女性をターゲットとした横長でスリムなステレオラジカセ。三洋のU4の模倣品。
  - CFS-6「YOKOHAMA」 - 1982年6月発売。ステレオ、2W+2W。7.7cmフルレンジスピーカーx2。重さ:1.2kg。31,800円。後述するCFS-F10より発売がやや早かったので、「これが最初のヨコハマ」という人も[59]。
  - CFS-F10「YOKOHAMA」  - 1982年7月発売（ソニーのラジカセカタログ 昭和57年6月に登場）。メタルポジション用テープの録音・再生に対応するがハイポジション用テープは再生のみ対応。フェザータッチオペレーション。ステレオ、2.5W+2.5W。2ウェイ4スピーカー（10cmウーファー + 3cmツィーター）。重さ:3kg。49,800円。
  - CFS-F11「YOKOHAMA REVERS」 - 1983年3月発売。フェザータッチオペレーション。ステレオ、2.5W+2.5W。10cmフルレンジスピーカーx2。重さ:2.9kg。上記のCFS-F10を元にノーマルポジション/ハイポジション/メタルポジション録音・再生対応オートテープセレクターやドルビーBタイプNR（録再対応）、再生オートリバース機能を追加・搭載したもの。44,800円
  - CFS-FM7「YOKOHAMA」 - 1983年4月発売。本体から脱着可能なFMレシーバーを搭載しており、本体に内蔵されたFMトランスミッターを使用することによりワイヤレス再生が可能。ハイポジション用テープの録音・再生に対応するがメタルポジション用テープは再生のみ対応。2W+2W。10cmフルレンジスピーカーx2。重さ:本体・2.2kg、FMレシーバー・56g。39,800円。
  - CFS-9「YOKOHAMA REVERS」 - 1983年12月発売。YOKOHAMAシリーズ最後の機種。ステレオ、1.8W + 1.8W。AM/FM（76 - 108 MHz受信のワイドバンドFMで、TVの3chまで受信可）。再生オートリバース機能搭載で、テープエンドで自動的に逆面を再生させることが可能。カラーラインナップは4色で、ピンク、レッド、ペパーミントグリーン、ホワイト。AC 100V, 単二 x 4。小型・軽量。ウォークマンの技術やメカを流用し小型・軽量化を実現している[60]。32,000円。
- DEGITABLE（デジタブル） - 平面型APM振動板を用いたフルレンジスピーカーを搭載した高音質タイプのミニラジカセ。ドルビーBタイプNR録再・メタルテープ録再対応（ただし、中堅モデルのZX-5のみハイポジションテープは再生のみ対応、最廉価モデルのZX-3のみドルビーBタイプNRは非搭載）。また、シリーズ最上位モデルのZX-7を除き、テープカウンター（機械式・3桁表示）は未搭載。
- TV SOUND（ティーヴィーサウンド） - テレビ音声チューナー内蔵。
- SIR-Ⅲ（サー・スリー） - デッキ部に業界初のフェザータッチ・オペレーション（フルロジック・コントロール）を採用し、更にデジタル表示方式（ただし、シンセサイザー方式ではない）によるFM/AMアナログチューナーや内蔵されているデジタル時計と連動させたタイマースタンバイ録再機能を採用した上級志向の高機能型ステレオラジカセ。ドルビーBタイプ録再・ハイポジション（クロムポジション）/フェリクロムポジション録再に対応。
- Sneaker（スニーカー） - 廉価系モノラルラジカセ。
- MUSICAN（ミュージカン） - コンパクトな縦型ラジカセ。ラインアップは基本形となる純粋なモノラルラジカセのCFM-11とこれをベースにステレオ音声による録音・再生に対応させたステレオラジカセのCFS-11P（ただし、内臓スピーカーはモノラル）の2機種。
- AC/DCコンポ
  - CFS-F40「AC/DCコンポF40」 - ※具体的な詳細は先述のCFS-F40 「エナジーQ'be（キューブ）」を参照されたい。
  - CFS-F70「AC/DCコンポF70」 - 1981年11月発売。128,000円。この当時の一連のステレオラジカセとしては非常に高価であり、コンパクトな筐体の中にBTL回路やDC-DCコンバーターなどといった同社の高級オーディオ機器で培った技術が数多く投入された。
- STEREO CUBLIC（ステレオ・キューブリック） - スピーカーシステムが上下90°回転可能且つ着脱可能な3ピース型コンパクトステレオラジカセ。
- STEREO CHORDMACHINE（ステレオ・コードマシン） - コード演奏＆リズムマシン機能を搭載した電子楽器風ステレオラジカセ。
- DoDeCaHORN（ドデカホーン） - CDラジカセは「ドデカホーンCD」。型番は当初CFSで始まったが、「ドデカホーンCD」発売後はCDプレーヤー非搭載機も含め全てCFDで始まり、その「D」はドデカホーンの意。なお、シリーズ終売後、この型番は普及価格帯のCDラジカセに再利用された。（「D」はディスク、すなわちCDの意）
- PRESH（プレッシュ） - 従来のCDラジカセの常識（丸みを帯びたフォルム）を覆した、コンパクトなスクエア型デザインの大人向け“パーソナルCDシステム”。CCCRシステム搭載により、幅480mmを実現。初号機はCFD-K10であったが、2号機以降ではカセットデッキを搭載しないパーソナルCDシステム、またはCDプレーヤーやカセットデッキを搭載しないパーソナルMDシステムに路線変更となり、パーソナルCDシステムではZS-F1、パーソナルMDシステムではZS-M1の型番がそれぞれ使われた。加えてZS-F1、およびZS-M1ではコンパクトサイズを犠牲にせずスピーカーボックス容量を稼ぐ為、AC電源専用となった。発売当時、比較的コンパクトなサイズのCDラジカセでありながら低価格帯のミニコンポをも凌ぐ優れた高音質が売りであったため、レコーディングスタジオ用のモニター用パーソナルオーディオシステムとして一定の評価があった。
- SONAHAWK（ソナホーク） - CCCRシステム搭載により、ダブルデッキモデルで幅480mmを実現。付属（一部機種ではオプションSWV-1、ZS-66は本体一体）のジャイロステージにより、電動で左右15度（ZS-66は25度）、上15度、下5度（ZS-66は上下可動なし）本体が可動する。ZS-8ではさらに進化したスーパージャイロステージを搭載し（スーパージャイロステージのオプション設定はなし）、（リモコン信号により）リスナー位置をキャッチし音質、音場を自動調整する（シリーズ最終モデルであるZS-70/607はジャイロステージ非搭載、オプションSWV-1にも非対応）。シリーズの最廉価モデルのZS-3を除き、全てドルビーBタイプ録再・メタルテープ録再に対応する（ZS-3のみメタルテープは再生のみ対応）。
- CELEBLITY（セレブリティー）
- Dr.CHANGER（ドクターチェンジャー） - 3枚CDチェンジャー、光デジタル出力端子を搭載し、更にAMステレオ放送に対応。ソナホークの実質的な後継。型番は本シリーズに限りZSXが与えられた。なお、ZSX-G7000はダブルカセットデッキ仕様、ZSX-5000はシングルカセットデッキ仕様となっており、双方共に一連の日本メーカー製のCDラジカセとしては最後のドルビーBタイプ録再・メタルテープ録再対応機種でもあった。
- Wキッド
- 050（ゼロハン）- WA-11はモノラル録再対応、WA-33はステレオ録再対応、WA-55はステレオ録再対応のほか、ワンポイントステレオマイクを搭載。またシリーズ最上級モデルのWA-77はワンポイントステレオマイクの搭載を見限る代わりにオートリバース再生に対応させた。
- MD Link（MDリンク） - 光デジタル出力、ライン入出力端子搭載（MDシステムではない）。ハイ（クロム）ポジションテープ録再対応（メタルテープは再生のみ対応）。ダブルデッキモデルは初号機ZS-D1のみ。同機のデザインはソナホークに類似しているので、むしろこちらの方がソナホークの実質的な後継ともいえる。本シリーズ終売後、型番ZSはCDラジオに用いられている。
- MD Link Plus（MDリンクプラス） - 上記端子に加えMDコントロール、DCアウト端子も搭載。MDウォークマンの制御、充電が可能。バーティカルローディングCDトレイ初搭載。
- MDIO（エムディオ） - MDシステム。型番ZS-Mはシリーズ終売後も継続使用された。
- ザ・たんぱ録音ラジカセ - 日本短波放送と共同開発。ラジオたんぱの他AMも聴け、タイマーを内蔵しているので留守録もできる。愛称「株・録ラジカセ」。
- My First Sony（マイファーストソニー）- 初めて音響機器に触れる9歳以下の子供のユーザーを対象としたシリーズ。
- widdit - ストリート向けポータブルオーディオのシリーズでありCDラジカセもラインアップされていた。CDラジカセとしては異例の「10秒音飛びガードメモリー」搭載。
- CFD-S401 - 2017年発売開始。CFD-E501の後継機種でなおかつ、同社が最後に開発したCDラジカセであり、ワイドFMに対応しているほか、2010年代以降のCDラジカセでありながらかつてのバブルラジカセを彷彿とさせる前面バスレフポート付スピーカーキャビネットやフルロジックコントロール・デジタル式テープカウンター（4桁表示）・交流バイアス消去方式を用いたカセットデッキ（CFD-E501同様、録音時間が往復90分までのノーマルポジション用カセットテープのみ対応）を搭載している。先代機種のCFD-E501と異なる点は本体のデザインはもとより、先述の通りワイドFMに対応のほか、外部マイクを接続した音量調節機能付ミキシング録音に対応しているほか、下記のCFD-S70同様、ステレオ音声による外部入力端子（3.5mmステレオミニジャック）を装備している点が挙げられる。後述するCFD-S70に先行する形で2024年3月末を以て製造終了となり、2025年2月末までに流通在庫分の製品が全て販売終了となった。
- CFD-S70 - 2016年発売開始。実質的な先代機種のCFD-S50を基にワイドFMに対応したシンプルかつベーシックなCDラジカセ。再生時に低音を強調させる機能「MEGA BASS」が搭載されているほか、ステレオ音声による外部入力端子（3.5mmステレオミニジャック）を装備している。2025年1月現在の時点において同社が販売するラジカセ・CDラジカセ類の機種としては唯一の現行機種となっていたが同年2月末を以って製造終了。現在は流通在庫分の製品のみが販売されており、在庫がなくなり次第、販売終了となる。これにより事実上、同社が製造するラジカセは全て姿を消すこととなり、名実共にソニーのラジカセは1970年の発売開始から55年の歴史に幕を下ろす事となった。

## 各モデルの表形式の一覧
現在整備中の表。
| ブランド名                            | 型式名  | メーカー名                                       | ステレオ/モノラルの別 | カセットの数（シングル/ダブル） | CD搭載？                             | 備考 | 最初のモデルの発売年 | 最終モデル（最新モデル）発売年 | メーカー販売（継続/終了） |
| ------------------------------------- | ------- | ------------------------------------------------ | --------------------- | ------------------------------- | ------------------------------------ | --- | -------------------- | ------------------------------ | ------------------------- |
| Belsona TRT-398 (ベルソーナ TRT-398） |         | 日立製作所                                       |                       |                                 |                                      | （ラジカセ以前の製品）初のトランジスタラジオ搭載オープンリール式テープレコーダ。 | 1963年               |                                | 終了                      |
| RQ-231                                |         | 松下電器産業（現・パナソニックホールディングス） | モノラル              | シングル                        |                                      | 世界初の2バンドラジオ（FM・AM）式ラジカセ | 1967年12月           |                                | 終了                      |
| TPR-101                               |         | アイワ                                           | モノラル              | シングル                        |                                      | 国産初の3バンドラジオ（FM・SW・AM）式ラジカセ | 1968年5月            |                                | 終了                      |
| スタジオ1980                          | CF-1980 | ソニー                                           | モノラル              | シングル                        |                                      | ミキシング録音機能（音源としてラジオ、テープ、外部マイク、ライン入力から2系統を選択しミックス）。ツーウェイスピーカー（16cmウーファー + 5cmツイーター）。FM/AM。70万台というラジカセ史に残る販売台数を記録。 | 1974年               |                                | 終了                      |
| スタジオ1990                          | CF-1990 | ソニー                                           | モノラル              | シングル                        |                                      | スタジオ1980の拡張版。ミキシング録音機能（音源を3系統選択しミックス可）。2ウェイスピーカー（20cmウーファー + 5cmツイーター）。FM/SW/MW。 | 1976年               |                                | 終了                      |
| SONAHAWK（ソナホーク）                |         | ソニー                                           | ステレオ              | ダブル                          | CD                                   | シリーズ最廉価機種のZS-3を除くほとんどの機種がメタルポジション用カセットテープの録音・再生、およびドルビーBタイプNRを用いた録音・再生にそれぞれ対応。FM/AM（このうちZS-8、およびZS-66のみAMステレオ放送受信機能に対応）。光デジタル出力端子（TOSリンク・S/PDIF）搭載。別売で付属のワイヤレスリモコンによる本体のリスニングポジションを任意でコントロール可能な電動ジャイロステージ（電動スイーベルスタンド）が用意されていた。 | 1990年 - 1995年      |                                | 終了                      |
| メタルカセッターM70                   | RC-M70  | 日本ビクター（現・JVCケンウッド）                | ステレオ              | シングル                        |                                      | 業界初のメタルポジション用カセットテープの録音・再生に対応した大型ステレオラジカセ。録音/再生・消去用の各種磁気ヘッドに同社の高級クラスのカセットデッキにも採用されたセンアロイ（SA）ヘッドを搭載。ワウ・フラッター0.065%（WRMS）を達成し、前後10曲の自動頭出し選曲やマイクミキシング録音・再生機能。針式左右独立VUレベルメーター。2ウェイステレオスピーカー（16cmウーファー + 5cmツイーター×2）。総合実用最大出力20W（10W + 10W）。FM/AM。 | 1979年9月            |                                | 終了                      |
| メタルカセッターM60                   | RC-M60  | 日本ビクター（現・JVCケンウッド）                | ステレオ              | シングル                        |                                      | メタルポジション用カセットテープの録音・再生に対応した大型ステレオラジカセ。録音/再生・消去用の各種磁気ヘッドに同社の高級クラスのカセットデッキにも採用されたセンアロイ（SA）ヘッドを搭載。2モーター・フルロジックメカニズムを採用し、ワウ・フラッター0.06%（WRMS）を達成。針式シングルレベルメーター（ただし、録音時のみ）。バイホニック・ステレオ・サウンド・システム。2ウェイステレオスピーカー（16cmウーファー + 5cmツイーター×2）。総合実用最大出力8W（4W + 4W）。FM（ワイドバンド対応）/AM。このほか、本機のオプションとして有線接続によるリモートコントローラー（リモコン）からの遠隔操作も可能だった。 | 1980年2月            |                                | 終了                      |
| メタルカセッターM80                   | RC-M80  | 日本ビクター（現・JVCケンウッド）                | ステレオ              | シングル                        |                                      | メタルポジション用カセットテープの録音・再生に対応した大型ステレオラジカセ。録音/再生・消去用の各種磁気ヘッドに同社の高級クラスのカセットデッキにも採用されたセンアロイ（SA）ヘッドを搭載。2モーター・フルロジックメカニズムを採用し、ワウ・フラッター0.055%（WRMS）を達成。ボルテージ式FM/AMシンセサイザーチューナー。2ウェイステレオスピーカー（16cmウーファー + 5cmツイーター×2）。総合実用最大出力12W（6W + 6W）。このほか、本機のオプションとして有線接続によるリモートコントローラー（リモコン）からの遠隔操作も可能だった。なお、メタルカセッターシリーズとしては唯一、レベルメーターを装備していない。 | 1980年6月            |                                | 終了                      |
| メタルカセッターM50                   | RC-M50  | 日本ビクター（現・JVCケンウッド）                | ステレオ              | シングル                        |                                      | メタルポジション用カセットテープの録音・再生に対応した中型ステレオラジカセでメタルカセッターシリーズの最廉価版として位置づけられた機種。録音/再生兼用磁気ヘッドに同社の普及クラスのカセットデッキにも採用されたメタパーム（ハードパーマロイ）ヘッドを、消去専用磁気ヘッドに2ギャップ・フェライトヘッドをそれぞれ搭載。ワウ・フラッター0.12%（WRMS）。LED式シングルレベルメーター。2ウェイステレオスピーカー（16cmウーファー + 5cmツイーター×2）。総合実用最大出力12W（6W + 6W）。FM（ワイドバンド対応）/AM。 | 1981年6月            |                                | 終了                      |
| メタルカセッターM90                   | RC-M90  | 日本ビクター（現・JVCケンウッド）                | ステレオ              | シングル                        |                                      | メタルポジション用カセットテープの録音・再生に対応した大型ステレオラジカセ。一連のステレオラジカセとしては唯一のANRS（ ≒ ドルビーBタイプNR）/Super ANRSノイズリダクションシステムを搭載しているほか、録音/再生兼用磁気ヘッドに同社の普及クラスのカセットデッキにも採用されたメタパーム（ハードパーマロイ）ヘッドを、消去専用磁気ヘッドにセンアロイ（SA）ヘッドをそれぞれ搭載。2モーター・フルロジックメカニズムを採用し、ワウ・フラッター0.05%（WRMS）を達成。針式左右独立VUレベルメーター。2ウェイステレオスピーカー（20cmウーファー + 6.5cmツイーター×2）。総合実用最大出力30W（15W + 15W）。FM（ワイドバンド対応）/AM。このほか、本機のオプションとして有線接続によるリモートコントローラー（リモコン）からの遠隔操作も可能だった。 | 1981年8月            |                                | 終了                      |
| おしゃれなテレコ U4                   |         | 三洋電機                                         | ステレオ              | シングルまたはダブル            | （ごく一部の機種にCD搭載モデルあり） | | 1979年 - 2009年      |                                | 終了                      |
| ACTAS（アクタス）                     |         | 東京芝浦電気（現・東芝）                         | モノラル              | シングル                        |                                      | | 1973年 - 1978年      |                                | 終了                      |
| ACTUS BOMBEAT                         |         | 東京芝浦電気（現・東芝）                         | ステレオ              | シングル                        |                                      | | 1977年               |                                | 終了                      |
| BOMBEAT（ボンビート）                 |         | 東京芝浦電気（現・東芝）                         | ステレオ              | シングル                        |                                      | | 1978年 - 1984年      |                                | 終了                      |
| SUGAR（シュガー）                     |         | 東芝                                             | ステレオ              | シングルまたはダブル            |                                      | | 1984年 - 1989年      |                                | 終了                      |
| SUGAR CD                              |         | 東芝                                             | ステレオ              | シングル                        | CD                                   | | 1986年 - 1988年      |                                | 終了                      |
| CD WORKS（シーディーワークス）        |         | 東芝                                             | ステレオ              | シングル                        | CD                                   | | 1987年 - 1990年      |                                | 終了                      |
| CUTEBEAT（キュートビート）            |         | 東芝ライフスタイル                               | ステレオ              | シングル                        | CD                                   | | 2006年 - 2014年      |                                | 終了                      |
| Aurex TY-AK1                          |         | 東芝ライフスタイル                               | ステレオ              | シングル                        | CD                                   | 世界初のハイレゾ音源対応CDラジカセ。SDカードおよびUSBメモリ対応。 | 2018年3月            |                                | 終了                      |
| Aurex TY-AK2                          |         | 東芝ライフスタイル                               | ステレオ              | シングル                        | CD                                   | 上記のTY-AK1のリファイン版にあたるハイレゾ音源対応CDラジカセ。基本的な機能はTY-AK1から継続されているが、新たにBluetoothインターフェース（受信のみならず送信にも対応）が追加された。また、カセットデッキ部分はTY-AK1同様、ハイポジション用カセットテープの再生に対応。 | 2020年10月           |                                | 終了                      |
| AUREX TY-AK21                         |         | 東芝ライフスタイル                               | ステレオ              | シングル                        | CD                                   | 上記のTY-AK2のマイナーチェンジ版にあたるハイレゾ音源対応CDラジカセ。基本的な機能は上記のTY-AK2と同一。 | 2023年7月            |                                | 継続中                    |